# Az Amerikai Egyesült Államok az 1968. évi nyári olimpiai játékokon
Az Amerikai Egyesült Államok a mexikói Mexikóvárosban megrendezett 1968. évi nyári olimpiai játékok egyik részt vevő nemzete volt. Az országot az olimpián 18 sportágban 357 sportoló képviselte, akik összesen 107 érmet szereztek.

## Érmesek
| Érem  | Versenyző | Sportág       | Versenyszám                    |
| ----- | --- | ------------- | ------------------------------ |
| Arany | Jim Hines | Atlétika      | Férfi 100 m                    |
| Arany | Tommie Smith | Atlétika      | Férfi 200 m                    |
| Arany | Lee Evans | Atlétika      | Férfi 400 m                    |
| Arany | Willie Davenport | Atlétika      | Férfi 110 m gát                |
| Arany | Charles Greene Jim Hines Melvin Pender Ronnie Ray Smith | Atlétika      | Férfi 4 × 100 m váltó          |
| Arany | Lee Evans Ron Freeman Larry James Vincent Matthews | Atlétika      | Férfi 4 × 400 m váltó          |
| Arany | Dick Fosbury | Atlétika      | Férfi magasugrás               |
| Arany | Robert Seagren | Atlétika      | Férfi rúdugrás                 |
| Arany | Bob Beamon | Atlétika      | Férfi távolugrás               |
| Arany | Randy Matson | Atlétika      | Férfi súlylökés                |
| Arany | Alfred Oerter | Atlétika      | Férfi diszkoszvetés            |
| Arany | William Toomey | Atlétika      | Férfi tízpróba                 |
| Arany | Wyomia Tyus | Atlétika      | Női 100 m                      |
| Arany | Madeline Manning | Atlétika      | Női 800 m                      |
| Arany | Margaret Bailes Barbara Ferrell Mildrette Netter Wyomia Tyus | Atlétika      | Női 4 × 100 m váltó            |
| Arany | Nemzeti válogatott Mike Barrett John Clawson Don Dee Calvin Fowler Spencer Haywood Bill Hosket James King Glynn Saulters Charlie Scott Mike Silliman Ken Spain Jo Jo White | Kosárlabda    | Férfi                          |
| Arany | William Steinkraus | Lovaglás      | Egyéni díjugratás              |
| Arany | Bernard Wrightson | Műugrás       | Férfi egyéni műugrás           |
| Arany | Susanne Gossick | Műugrás       | Női egyéni műugrás             |
| Arany | Ronald Harris | Ökölvívás     | Könnyűsúly                     |
| Arany | George Foreman | Ökölvívás     | Nehézsúly                      |
| Arany | Gary Anderson | Sportlövészet | Szabadpuska, összetett (300 m) |
| Arany | Mike Burton | Úszás         | Férfi 400 m gyors              |
| Arany | Mike Burton | Úszás         | Férfi 1500 m gyors             |
| Arany | Don McKenzie | Úszás         | Férfi 100 m mell               |
| Arany | Douglas Russell | Úszás         | Férfi 100 m pillangó           |
| Arany | Carl Robie | Úszás         | Férfi 200 m pillangó           |
| Arany | Charles Hickcox | Úszás         | Férfi 200 m vegyes             |
| Arany | Charles Hickcox | Úszás         | Férfi 400 m vegyes             |
| Arany | David Johnson William Johnson Stephen Rerych Don Schollander Mark Spitz Zachary Zorn Michael Wall Kenneth Walsh                                                            | Úszás         | Férfi 4 × 100 m gyorsváltó     |
| Arany | David Johnson William Johnson John Nelson Stephen Rerych Don Schollander Mark Spitz Andrew Strenk Michael Wall                                                             | Úszás         | Férfi 4 × 200 m gyorsváltó     |
| Arany | Charles Hickcox Chester Jastremski Don McKenzie Ronald Mills Carl Robie Douglas Russell Don Schollander Kenneth Walsh                                                      | Úszás         | Férfi 4 × 100 m vegyes váltó   |
| Arany | Jan Henne | Úszás         | Női 100 m gyors                |
| Arany | Debbie Meyer | Úszás         | Női 200 m gyors                |
| Arany | Debbie Meyer | Úszás         | Női 400 m gyors                |
| Arany | Debbie Meyer | Úszás         | Női 800 m gyors                |
| Arany | Kaye Hall | Úszás         | Női 100 m hát                  |
| Arany | Lillian Watson | Úszás         | Női 200 m hát                  |
| Arany | Sharon Wichman | Úszás         | Női 200 m mell                 |
| Arany | Claudia Kolb | Úszás         | Női 200 m vegyes               |
| Arany | Claudia Kolb | Úszás         | Női 400 m vegyes               |
| Arany | Jane Barkman Linda Gustavson Jan Henne Susan Pedersen | Úszás         | Női 4 × 100 m gyorsváltó       |
| Arany | Catherine Ball Ellie Daniel Kaye Hall Jan Henne Susanne Jones Susan Pedersen Susan Shields Jane Swagerty                                                                   | Úszás         | Női 4 × 100 m vegyes váltó     |
| Arany | Peter Barrett Lowell North | Vitorlázás    | Csillaghajó                    |
| Arany | George Friedrichs Barton Jahncke Gerald Schreck | Vitorlázás    | Sárkányhajó                    |
| Ezüst | Larry James | Atlétika      | Férfi 400 m                    |
| Ezüst | James Ryun | Atlétika      | Férfi 1500 m                   |
| Ezüst | Ervin Hall | Atlétika      | Férfi 110 m gát                |
| Ezüst | Edward Caruthers | Atlétika      | Férfi magasugrás               |
| Ezüst | George Woods | Atlétika      | Férfi súlylökés                |
| Ezüst | Barbara Ferrell | Atlétika      | Női 100 m                      |
| Ezüst | Richard Sanders | Birkózás      | Szabadfogás, 52 kg             |
| Ezüst | Donald Behm | Birkózás      | Szabadfogás, 57 kg             |
| Ezüst | Lawrence Hugh Philip Johnson | Evezés        | Férfi kormányos nélküli kettes |
| Ezüst | Michael Page Michael Plumb James C. Wofford | Lovaglás      | Csapat lovastusa               |
| Ezüst | Albert Robinson | Ökölvívás     | Pehelysúly                     |
| Ezüst | John Writer | Sportlövészet | Sportpuska összetett           |
| Ezüst | Thomas Garrigus | Sportlövészet | Trap                           |
| Ezüst | Kenneth Walsh | Úszás         | Férfi 100 m gyors              |
| Ezüst | Don Schollander | Úszás         | Férfi 200 m gyors              |
| Ezüst | John Kinsella | Úszás         | Férfi 1500 m gyors             |
| Ezüst | Charles Hickcox | Úszás         | Férfi 100 m hát                |
| Ezüst | Mitchell Ivey | Úszás         | Férfi 200 m hát                |
| Ezüst | Mark Spitz | Úszás         | Férfi 100 m pillangó           |
| Ezüst | Gregory Buckingham | Úszás         | Férfi 200 m vegyes             |
| Ezüst | Gary Hall | Úszás         | Férfi 400 m vegyes             |
| Ezüst | Susan Pedersen | Úszás         | Női 100 m gyors                |
| Ezüst | Jan Henne | Úszás         | Női 200 m gyors                |
| Ezüst | Linda Gustavson | Úszás         | Női 400 m gyors                |
| Ezüst | Pamela Kruse | Úszás         | Női 800 m gyors                |
| Ezüst | Ellie Daniel | Úszás         | Női 100 m pillangó             |
| Ezüst | Susan Pedersen | Úszás         | Női 200 m vegyes               |
| Ezüst | Lynn Vidali | Úszás         | Női 400 m vegyes               |
| Bronz | Charles Greene | Atlétika      | Férfi 100 m                    |
| Bronz | John Carlos | Atlétika      | Férfi 200 m                    |
| Bronz | Ron Freeman | Atlétika      | Férfi 400 m                    |
| Bronz | Tom Farrell | Atlétika      | Férfi 800 m                    |
| Bronz | George Young | Atlétika      | Férfi 3000 m akadály           |
| Bronz | Larry Young | Atlétika      | Férfi 50 km gyaloglás          |
| Bronz | Ralph Boston | Atlétika      | Férfi távolugrás               |
| Bronz | William Maher John Nunn | Evezés        | Férfi kétpárevezős             |
| Bronz | Michael Page | Lovaglás      | Egyéni lovastusa               |
| Bronz | James Henry | Műugrás       | Férfi egyéni műugrás           |
| Bronz | Edwin Young | Műugrás       | Férfi egyéni toronyugrás       |
| Bronz | Keala O'Sullivan | Műugrás       | Női egyéni műugrás             |
| Bronz | Ann Peterson | Műugrás       | Női egyéni toronyugrás         |
| Bronz | Harlan Marbley | Ökölvívás     | Papírsúly                      |
| Bronz | James Wallington | Ökölvívás     | Kisváltósúly                   |
| Bronz | John Baldwin | Ökölvívás     | Nagyváltósúly                  |
| Bronz | Alfred Jones | Ökölvívás     | Középsúly                      |
| Bronz | Joseph Dube | Súlyemelés    | +90 kg                         |
| Bronz | Mark Spitz | Úszás         | Férfi 100 m gyors              |
| Bronz | John Nelson | Úszás         | Férfi 200 m gyors              |
| Bronz | Ronald Mills | Úszás         | Férfi 100 m hát                |
| Bronz | Jack Horsley | Úszás         | Férfi 200 m hát                |
| Bronz | Brian Job | Úszás         | Férfi 200 m mell               |
| Bronz | Ross Wales | Úszás         | Férfi 100 m pillangó           |
| Bronz | John Ferris | Úszás         | Férfi 200 m pillangó           |
| Bronz | John Ferris | Úszás         | Férfi 200 m vegyes             |
| Bronz | Linda Gustavson | Úszás         | Női 100 m gyors                |
| Bronz | Jane Barkman | Úszás         | Női 200 m gyors                |
| Bronz | Jane Swagerty | Úszás         | Női 100 m hát                  |
| Bronz | Kaye Hall | Úszás         | Női 200 m hát                  |
| Bronz | Sharon Wichman | Úszás         | Női 100 m mell                 |
| Bronz | Susan Shields | Úszás         | Női 100 m pillangó             |
| Bronz | Ellie Daniel | Úszás         | Női 200 m pillangó             |
| Bronz | Jan Henne | Úszás         | Női 200 m vegyes               |

## Atlétika
Férfi
| Versenyző                                               | Versenyszám     | Előfutam | Előfutam | Előfutam | Negyeddöntő | Negyeddöntő | Negyeddöntő | Elődöntő | Elődöntő | Elődöntő | Döntő            | Döntő            |
| Versenyző                                               | Versenyszám     | Idő      | Hely.    | Össz.    | Idő         | Hely.       | Össz.       | Idő      | Hely.    | Össz.    | Idő              | Helyezés         |
| ------------------------------------------------------- | --------------- | -------- | -------- | -------- | ----------- | ----------- | ----------- | -------- | -------- | -------- | ---------------- | ---------------- |
| Charles Greene                                          | 100 m           | 10,09    | 1.       | 1.       | 10,02       | 1.          | 1.          | 10,13    | 1.       | 3.       | 10,07            |                  |
| Jim Hines                                               | 100 m           | 10,26    | 1.       | 6.       | 10,14       | 2.          | 4.          | 10,08    | 1.       | 1.       | 9,95             |                  |
| Melvin Pender                                           | 100 m           | 10,35    | 2.       | 10.**    | 10,16       | 2.          | 5.*         | 10,21    | 4.       | 7.       | 10,17            | 6.               |
| John Carlos                                             | 200 m           | 20,54    | 1.       | 3.       | 20,69       | 1.          | 8.          | 20,12    | 1.       | 1.       | 20,10            |                  |
| Larry Questad                                           | 200 m           | 20,75    | 1.       | 12.      | 20,54       | 2.          | 6.          | 20,48    | 3.       | 7.       | 20,62            | 6.               |
| Tommie Smith                                            | 200 m           | 20,37    | 1.       | 2.       | 20,28       | 1.          | 1.          | 20,14    | 1.       | 2.       | 19,83            |                  |
| Lee Evans                                               | 400 m           | 45,40    | 1.       | 2.       | 45,54       | 2.          | 3.          | 44,83    | 1.       | 1.       | 43,86            |                  |
| Ron Freeman                                             | 400 m           | 45,67    | 3.       | 6.       | 45,31       | 1.          | 1.          | 45,47    | 2.       | 5.       | 44,41            |                  |
| Larry James                                             | 400 m           | 45,83    | 3.       | 9.       | 45,77       | 2.          | 7.          | 44,88    | 2.       | 2.       | 43,97            |                  |
| Wade Bell                                               | 800 m           | 1:51,52  | 5.       | 30.      |             |             |             | kiesett  | kiesett  | kiesett  | kiesett          | kiesett          |
| Tom Farrell                                             | 800 m           | 1:47,96  | 2.       | 10.*     |             |             |             | 1:46,11  | 4.       | 4.       | 1:45,46          |                  |
| Ron Kutschinski                                         | 800 m           | 1:47,61  | 3.       | 7.*      |             |             |             | 1:47,39  | 5.       | 11.      | kiesett          | kiesett          |
| Marty Liquori                                           | 1500 m          | 3:52,78  | 1.       | 20.      |             |             |             | 3:52,17  | 4.       | 4.       | 4:18,22          | 12.              |
| Tom Von Ruden                                           | 1500 m          | 3:59,15  | 1.       | 35.      |             |             |             | 3:54,12  | 3.       | 12.      | 3:49,27          | 9.               |
| James Ryun                                              | 1500 m          | 3:45,80  | 1.       | 1.       |             |             |             | 3:51,25  | 1.       | 1.       | 3:37,89          |                  |
| Jack Bacheler                                           | 5000 m          | 14:31,00 | 4.       | 13.      |             |             |             |          |          |          | nem állt rajthoz | nem állt rajthoz |
| Bob Day                                                 | 5000 m          | 14:23,23 | 6.       | 8.       |             |             |             |          |          |          | kiesett          | kiesett          |
| Lou Scott                                               | 5000 m          | 15:13,69 | 11.      | 28.      |             |             |             |          |          |          | kiesett          | kiesett          |
| Tom Laris                                               | 10 000 m        |          |          |          |             |             |             |          |          |          | 30:26,2          | 16.              |
| Van Nelson                                              | 10 000 m        |          |          |          |             |             |             |          |          |          | 31:40,2          | 29.              |
| Tracy Smith                                             | 10 000 m        |          |          |          |             |             |             |          |          |          | 30:14,6          | 11.              |
| Leon Coleman                                            | 110 m gát       | 13,77    | 1.       | 4.       |             |             |             | 13,54    | 2.       | 4.       | 13,67            | 4.               |
| Willie Davenport                                        | 110 m gát       | 13,65    | 1.       | 2.       |             |             |             | 13,53    | 1.       | 2.*      | 13,33            |                  |
| Ervin Hall                                              | 110 m gát       | 13,75    | 1.       | 3.       |             |             |             | 13,38    | 1.       | 1.       | 13,42            |                  |
| Geoff Vanderstock                                       | 400 m gát       | 50,62    | 2.       | 10.      |             |             |             | 49,22    | 2.       | 3.       | 49,07            | 4.               |
| Ron Whitney                                             | 400 m gát       | 49,06    | 1.       | 1.       |             |             |             | 49,29    | 2.       | 4.       | 49,27            | 6.               |
| Conrad Nightingale                                      | 3000 m akadály  | 9:13,23  | 6.       | 15.      |             |             |             |          |          |          | kiesett          | kiesett          |
| Bill Reilly                                             | 3000 m akadály  | 9:10,35  | 5.       | 13.      |             |             |             |          |          |          | kiesett          | kiesett          |
| George Young                                            | 3000 m akadály  | 9:01,49  | 2.       | 4.       |             |             |             |          |          |          | 8:51,86          |                  |
| George Young                                            | Maraton         |          |          |          |             |             |             |          |          |          | 2:31:15          | 16.              |
| Ron Daws                                                | Maraton         |          |          |          |             |             |             |          |          |          | 2:33:53          | 22.              |
| Kenny Moore                                             | Maraton         |          |          |          |             |             |             |          |          |          | 2:29:49          | 14.              |
| Tom Dooley                                              | 20 km gyaloglás |          |          |          |             |             |             |          |          |          | 1:40:08          | 17.              |
| Rudy Haluza                                             | 20 km gyaloglás |          |          |          |             |             |             |          |          |          | 1:35:00          | 4.               |
| Ron Laird                                               | 20 km gyaloglás |          |          |          |             |             |             |          |          |          | 1:44:38          | 25.              |
| Goetz Klopfer                                           | 50 km gyaloglás |          |          |          |             |             |             |          |          |          | 4:39:13          | 10.              |
| Dave Romansky                                           | 50 km gyaloglás |          |          |          |             |             |             |          |          |          | 5:38:03          | 26.              |
| Larry Young                                             | 50 km gyaloglás |          |          |          |             |             |             |          |          |          | 4:31:55          |                  |
| Charles Greene Melvin Pender Ronnie Ray Smith Jim Hines | 4 × 100 m váltó | 38,86    | 2.       | 3.       |             |             |             | 38,69    | 2.       | 3.       | 38,24            |                  |
| Vincent Matthews Ron Freeman Larry James Lee Evans      | 4 × 400 m váltó | 3:00,71  | 1.       | 1.       |             |             |             |          |          |          | 2:56,16          |                  |

| Versenyző        | Versenyszám   | Selejtező | Selejtező | Döntő                    | Döntő                    |
| Versenyző        | Versenyszám   | Eredmény  | Helyezés  | Eredmény                 | Helyezés                 |
| ---------------- | ------------- | --------- | --------- | ------------------------ | ------------------------ |
| Reynaldo Brown   | Magasugrás    | 212 cm    | 9.        | 214 cm                   | 5.                       |
| Edward Caruthers | Magasugrás    | 214 cm    | 2.        | 222 cm                   |                          |
| Dick Fosbury     | Magasugrás    | 214 cm    | 1.        | 224 cm                   |                          |
| Casey Carrigan   | Rúdugrás      | 460 cm    | 20.       | kiesett                  | kiesett                  |
| John Pennel      | Rúdugrás      | 490 cm    | 1.*       | 535 cm                   | 5.                       |
| Robert Seagren   | Rúdugrás      | 490 cm    | 13.       | 540 cm                   |                          |
| Bob Beamon       | Távolugrás    | 819 cm    | 2.        | 890 cm                   |                          |
| Ralph Boston     | Távolugrás    | 827 cm    | 1.        | 816 cm                   |                          |
| Charles Mays     | Távolugrás    | 785 cm    | 6.        | érvényes kísérlet nélkül | érvényes kísérlet nélkül |
| Dave Smith       | Hármasugrás   | 15,75 m   | 21.       | kiesett                  | kiesett                  |
| Norm Tate        | Hármasugrás   | 15,84 m   | 17.       | kiesett                  | kiesett                  |
| Art Walker       | Hármasugrás   | 16,49 m   | 3.        | 17,12 m                  | 4.                       |
| Dave Maggard     | Súlylökés     | 19,26 m   | 7.        | 19,43 m                  | 5.                       |
| Randy Matson     | Súlylökés     | 20,68 m   | 1.        | 20,54 m                  |                          |
| George Woods     | Súlylökés     | 19,79 m   | 3.        | 20,12 m                  |                          |
| Gary Carlsen     | Diszkoszvetés | 60,36 m   | 3.*       | 59,46 m                  | 6.                       |
| Alfred Oerter    | Diszkoszvetés | 59,36 m   | 6.        | 67,78 m                  |                          |
| Jay Silvester    | Diszkoszvetés | 63,34 m   | 1.        | 61,78 m                  | 5.                       |
| Edward Burke     | Kalapácsvetés | 67,36 m   | 10.       | 65,72 m                  | 12.                      |
| Harold Connolly  | Kalapácsvetés | 65,00 m   | 17.       | kiesett                  | kiesett                  |
| Al Hall          | Kalapácsvetés | 65,70 m   | 14.       | kiesett                  | kiesett                  |
| Frank Covelli    | Gerelyhajítás | 73,04 m   | 21.       | kiesett                  | kiesett                  |
| Mark Murro       | Gerelyhajítás | 81,14 m   | 7.        | 80,08 m                  | 9.                       |
| Gary Stenlund    | Gerelyhajítás | 73,52 m   | 20.       | kiesett                  | kiesett                  |

| Versenyző      | Versenyszám | 100 m | 100 m | Távolugrás | Távolugrás | Súlylökés | Súlylökés | Magasugrás | Magasugrás | 400 m | 400 m | 110 m gát | 110 m gát | Diszkoszvetés | Diszkoszvetés | Rúdugrás | Rúdugrás | Gerelyhajítás | Gerelyhajítás | 1500 m  | 1500 m | Végeredmény | Végeredmény |
| Versenyző      | Versenyszám | Idő   | Pont  | Eredmény   | Pont       | Eredmény  | Pont      | Eredmény   | Pont       | Idő   | Pont  | Idő       | Pont      | Eredmény      | Pont          | Eredmény | Pont     | Eredmény      | Pont          | Idő     | Pont   | Pont        | Helyezés    |
| -------------- | ----------- | ----- | ----- | ---------- | ---------- | --------- | --------- | ---------- | ---------- | ----- | ----- | --------- | --------- | ------------- | ------------- | -------- | -------- | ------------- | ------------- | ------- | ------ | ----------- | ----------- |
| Rick Sloan     | Tízpróba    | 11,28 | 799   | 672 cm     | 748        | 14,07 m   | 733       | 210 cm     | 896        | 51,05 | 767   | 15,51     | 789       | 45,58 m       | 779           | 485 cm   | 865      | 49,90 m       | 587           | 4:44,02 | 500    | 7618        | 7.          |
| William Toomey | Tízpróba    | 10,41 | 996   | 787 cm     | 1027       | 13,75 m   | 713       | 195 cm     | 758        | 45,68 | 1025  | 14,95     | 856       | 43,68 m       | 740           | 420 cm   | 673      | 62,80 m       | 780           | 4:57,18 | 424    | 8144        |             |
| Tom Waddell    | Tízpróba    | 11,33 | 789   | 747 cm     | 927        | 14,45 m   | 756       | 201 cm     | 813        | 51,25 | 758   | 15,39     | 803       | 43,73 m       | 741           | 450 cm   | 760      | 63,70 m       | 794           | 5:04,52 | 384    | 7675        | 6.          |

Női
| Versenyző                                                    | Versenyszám     | Előfutam | Előfutam | Előfutam | Negyeddöntő | Negyeddöntő | Negyeddöntő | Elődöntő | Elődöntő | Elődöntő | Döntő   | Döntő    |
| Versenyző                                                    | Versenyszám     | Idő      | Hely.    | Össz.    | Idő         | Hely.       | Össz.       | Idő      | Hely.    | Össz.    | Idő     | Helyezés |
| ------------------------------------------------------------ | --------------- | -------- | -------- | -------- | ----------- | ----------- | ----------- | -------- | -------- | -------- | ------- | -------- |
| Margaret Bailes                                              | 100 m           | 11,30    | 1.       | 3.       | 11,34       | 2.          | 8.          | 11,53    | 3.       | 8.       | 11,37   | 5.       |
| Margaret Bailes                                              | 200 m           | 23,17    | 2.       | 4.       |             |             |             | 22,95    | 3.       | 3.*      | 23,18   | 7.       |
| Barbara Ferrell                                              | 200 m           | 22,94    | 1.       | 1.       |             |             |             | 22,87    | 1.       | 1.       | 22,93   | 4.       |
| Barbara Ferrell                                              | 100 m           | 11,28    | 1.       | 2.       | 11,12       | 1.          | 2.          | 11,37    | 2.       | 3.       | 11,15   |          |
| Wyomia Tyus                                                  | 100 m           | 11,21    | 1.       | 1.       | 11,08       | 1.          | 1.          | 11,35    | 1.       | 2.       | 11,08   |          |
| Wyomia Tyus                                                  | 200 m           | 23,46    | 1.       | 11.      |             |             |             | 23,14    | 2.       | 6.       | 23,08   | 6.       |
| Lois Drinkwater                                              | 400 m           | 54,56    | 4.       | 17.      |             |             |             | 57,39    | 8.       | 16.      | kiesett | kiesett  |
| Jarvis Scott                                                 | 400 m           | 53,53    | 2.       | 5.       |             |             |             | 53,22    | 4.       | 4.       | 52,79   | 6.       |
| Esther Stroy                                                 | 400 m           | 53,58    | 2.       | 6.*      |             |             |             | 54,35    | 5.       | 12.      | kiesett | kiesett  |
| Doris Brown                                                  | 800 m           | 2:09,56  | 2.       | 18.      |             |             |             | 2:05,23  | 2.       | 2.       | 2:03,98 | 5.       |
| Francie Kraker                                               | 800 m           | 2:07,34  | 5.       | 9.       |             |             |             | kiesett  | kiesett  | kiesett  | kiesett | kiesett  |
| Madeline Manning                                             | 800 m           | 2:08,74  | 1.       | 11.      |             |             |             | 2:05,82  | 1.       | 5.       | 2:00,92 |          |
| Judy Dyer                                                    | 80 m gát        | 10,94    | 3.       | 16.      |             |             |             | 10,84    | 6.       | 10.      | kiesett | kiesett  |
| Mamie Rallins                                                | 80 m gát        | 10,69    | 1.       | 5.       |             |             |             | 10,70    | 5.       | 6.       | kiesett | kiesett  |
| Patty van Wolvelaere-Johnson                                 | 80 m gát        | 10,65    | 1.       | 4.       |             |             |             | 10,72    | 2.       | 7.       | 10,60   | 4.       |
| Barbara Ferrell Margaret Bailes Mildrette Netter Wyomia Tyus | 4 × 100 m váltó | 43,50    | 1.       | 2.       |             |             |             |          |          |          | 42,88   |          |

| Versenyző              | Versenyszám   | Selejtező                | Selejtező                | Döntő    | Döntő    |
| Versenyző              | Versenyszám   | Eredmény                 | Helyezés                 | Eredmény | Helyezés |
| ---------------------- | ------------- | ------------------------ | ------------------------ | -------- | -------- |
| Estelle Baskerville    | Magasugrás    | érvényes kísérlet nélkül | érvényes kísérlet nélkül | kiesett  | kiesett  |
| Sharon Callahan        | Magasugrás    | 160 cm                   | 22.                      | kiesett  | kiesett  |
| Eleanor Montgomery     | Magasugrás    | 168 cm                   | 19.                      | kiesett  | kiesett  |
| Martha Rae Watson      | Távolugrás    | 630 cm                   | 12.                      | 620 cm   | 10.      |
| Willye White           | Távolugrás    | 642 cm                   | 6.                       | 608 cm   | 11.      |
| Maren Seidler          | Súlylökés     |                          |                          | 14,86 m  | 11.      |
| Olga Fikotová-Connolly | Diszkoszvetés |                          |                          | 52,96 m  | 6.       |
| Carol Moseke           | Diszkoszvetés |                          |                          | 48,28 m  | 14.      |
| RaNae Bair             | Gerelyhajítás |                          |                          | 53,14 m  | 11.      |
| Barbara Friedrich      | Gerelyhajítás |                          |                          | 53,44 m  | 9.       |

| Versenyző           | Versenyszám | 80 m gát | 80 m gát | Súlylökés | Súlylökés | Magasugrás | Magasugrás | Távolugrás | Távolugrás | 200 m | 200 m | Végeredmény | Végeredmény |
| Versenyző           | Versenyszám | Idő      | Pont     | Eredmény  | Pont      | Eredmény   | Pont       | Eredmény   | Pont       | Idő   | Pont  | Pont        | Helyezés    |
| ------------------- | ----------- | -------- | -------- | --------- | --------- | ---------- | ---------- | ---------- | ---------- | ----- | ----- | ----------- | ----------- |
| Pat Daniels-Winslow | Ötpróba     | 11,43    | 979      | 13,33 m   | 943       | 165 cm     | 996        | 597 cm     | 982        | 24,60 | 977   | 4877        | 6.          |
| Cathy Hamblin       | Ötpróba     | 11,96    | 904      | 10,66 m   | 761       | 150 cm     | 836        | 572 cm     | 924        | 25,33 | 905   | 4330        | 24.         |

* - egy másik versenyzővel azonos időt/eredményt ért el

** - két másik versenyzővel azonos időt ért el

## Birkózás
Kötöttfogású
| Versenyző        | Versenyszám | 1. forduló                        | 2. forduló                       | 3. forduló                                | 4. forduló                     | 5. forduló                          | 6. forduló        | 7. forduló        | Döntő             | Helyezés    |
| Versenyző        | Versenyszám | Ellenfél Eredmény                 | Ellenfél Eredmény                | Ellenfél Eredmény                         | Ellenfél Eredmény              | Ellenfél Eredmény                   | Ellenfél Eredmény | Ellenfél Eredmény | Ellenfél Eredmény | Helyezés    |
| ---------------- | ----------- | --------------------------------- | -------------------------------- | ----------------------------------------- | ------------------------------ | ----------------------------------- | ----------------- | ----------------- | ----------------- | ----------- |
| Richard Tamble   | 52 kg       | Vlagyimir Bakulin (URS) · 3-1     | Metin Çıkmaz (TUR) · 3-1         | kiesett                                   | kiesett                        | kiesett                             |                   |                   | kiesett           | helyezetlen |
| David Hazewinkel | 57 kg       | Ion Baciu (ROU) · 3-1             | Johnny Nielsen (DEN) · kétvállas | Hriszto Trajkov (BUL) · kizárták          | Ibrahim El-Sayed (RAU) · 3-1   | kiesett                             | kiesett           | kiesett           | kiesett           | helyezetlen |
| James Hazewinkel | 63 kg       | Rusznyák József (HUN) · 1-3       | Roman Rurua (URS) · kétvállas    | Kim Ikcsong (Kim Ik-jong) (KOR) · 0.5-3.5 | Dimitar Galinchev (BUL) · 3-1  | kiesett                             | kiesett           |                   | kiesett           | helyezetlen |
| Werner Holzer    | 70 kg       | Mohamed Mansour (MAR) · kétvállas | Jan Karlsson (SWE) · kétvállas   | Kurt Madsen (DEN) · 1-3                   | erőnyerő                       | Klaus Rost (FRG) · 3-1              | kiesett           | kiesett           | kiesett           | 6.          |
| Larry Lyden      | 78 kg       | Milan Nenadić (YUG) · 3.5-0.5     | Dimítriosz Szávasz (GRE) · 3-1   | kiesett                                   | kiesett                        |                                     |                   |                   | kiesett           | helyezetlen |
| Wayne Baughman   | 87 kg       | Lothar Metz (GDR) · 3-1           | Héctor Alvarez (MEX) · kétvállas | Teuvo Ojala (FIN) · kétvállas             | Czesław Kwieciński (POL) · 1-3 | Valentyin Olenyik (URS) · kétvállas |                   |                   | kiesett           | 5.          |
| Henk Schenk      | 97 kg       | Bojan Radev (BUL) · kizárták      | Peter Jutzeler (SUI) · 2.5-2.5   | kiesett                                   | kiesett                        | kiesett                             | kiesett           |                   | kiesett           | helyezetlen |
| Robert Roop      | +97 kg      | Harry Geris (CAN) · kétvállas     | Stefan Petrov (BUL) · kétvállas  | Anatolij Roscsin (URS) · kétvállas        | kiesett                        | kiesett                             | kiesett           |                   | kiesett           | helyezetlen |

Szabadfogású
| Versenyző       | Versenyszám | 1. forduló                           | 2. forduló                     | 3. forduló                               | 4. forduló                          | 5. forduló                     | 6. forduló               | 7. forduló                             | Döntő                                                                                                 | Helyezés    |
| Versenyző       | Versenyszám | Ellenfél Eredmény                    | Ellenfél Eredmény              | Ellenfél Eredmény                        | Ellenfél Eredmény                   | Ellenfél Eredmény              | Ellenfél Eredmény        | Ellenfél Eredmény                      | Ellenfél Eredmény                                                                                     | Helyezés    |
| --------------- | ----------- | ------------------------------------ | ------------------------------ | ---------------------------------------- | ----------------------------------- | ------------------------------ | ------------------------ | -------------------------------------- | --- | ----------- |
| Richard Sanders | 52 kg       | erőnyerő                             | José Defran (DOM) · kétvállas  | Boris Dimovski (YUG) · kétvállas         | Mohammad Ghorbani (IRI) · kétvállas | Sudesh Kumar (IND) · kétvállas | Nakata Sigeo (JPN) · 3-1 | Chimedbazaryn Damdinsharav (MGL) · 1-3 | Hozott eredmény · Nakata Sigeo (JPN) · 3-1 · Hozott eredmény · Chimedbazaryn Damdinsharav (MGL) · 1-3 |             |
| Donald Behm     | 57 kg       | Muhammad Sardar (PAK) · 1-3          | Javier Raxón (GUA) · kétvállas | erőnyerő                                 | Bishambar Singh (IND) · 0.5-3.5     | Aboutaleb Talebi (IRI) · 3-1   | Ivan Savov (BUL) · 1-3   |                                        | 2. mérkőzés · Ali Aliyev (URS) · 1-3 · Hozott eredmény · Aboutaleb Talebi (IRI) · 3-1                 |             |
| Bobby Douglas   | 63 kg       | Samseddin Szajed-Abbaszi (IRI) · 3-1 | visszalépett                   | kiesett                                  | kiesett                             | kiesett                        | kiesett                  | kiesett                                | kiesett                                                                                               | helyezetlen |
| Wayne Wells     | 70 kg       | Zarbeg Beriashvili (URS) · 2-2       | Jan Karlsson (SWE) · 1-3       | Sztéfanosz Joanídisz (GRE) · kétvállas   | Janusz Pająk (POL) · 1-3            | Horiucsi Ivao (JPN) · 1-3      | Enyu Valcsev (BUL) · 3-1 |                                        | kiesett                                                                                               | 4.          |
| Steven Combs    | 78 kg       | Mahmut Atalay (TUR) · 3-1            | Jimmy Martinetti (SUI) · 1-3   | Szo Jongszok (Seo Yong-seok) (KOR) · 1-3 | erőnyerő                            | Daniel Robin (FRA) · 3-1       |                          |                                        | kiesett                                                                                               | helyezetlen |
| Thomas Peckham  | 87 kg       | Prodan Gardzsev (BUL) · 2-2          | Julio Graffigna (ARG) · 1-3    | Umberto Marcheggiani (ITA) · kétvállas   | Endó Sigeru (JPN) · kétvállas       | Hüseyin Gürsoy (TUR) · 2-2     | erőnyerő                 |                                        | 1. mérkőzés · Dzsigdzsidijn Mönhbat (MGL) · 3-1                                                       | 4.          |
| Jess Lewis      | 97 kg       | Gerd Bachmann (GDR) · 1-3            | Kavano Sunicsi (JPN) · 1-3     | Ahmet Ayık (TUR) · 2-2                   | Szaid Musztafov (BUL) · 3-1         | kiesett                        | kiesett                  | kiesett                                | kiesett                                                                                               | 6.          |
| Larry Kristoff  | +97 kg      | Arne Robertsson (SWE) · kizárták     | Nyers László (HUN) · 1-3       | Abolfazl Anvari (IRI) · 1-3              | Alekszandr Medvegy (URS) · kizárták | kiesett                        |                          |                                        | kiesett                                                                                               | 5.          |

## Evezés
| Versenyző | Versenyszám              | Előfutam | Előfutam | Vigaszág | Vigaszág | Elődöntő | Elődöntő | Döntő | Döntő   | Döntő | Helyezés |
| Versenyző | Versenyszám              | Idő      | Hely.    | Idő      | Hely.    | Idő      | Hely.    | Típus | Idő     | Hely. | Helyezés |
| --- | ------------------------ | -------- | -------- | -------- | -------- | -------- | -------- | ----- | ------- | ----- | -------- |
| John Van Blom | Egypárevezős             | 7:54,79  | 3.       | 7:43,00  | 1.       | 7:49,85  | 3.       | A     | 8:00,51 | 4.    | 4.       |
| William Maher John Nunn | Kétpárevezős             | 6:56,96  | 1.       | erőnyerő | erőnyerő | 7:10,05  | 1.       | A     | 6:54,21 | 3.    |          |
| Lawrence Hugh Philip Johnson | Kormányos nélküli kettes | 7:19,92  | 1.       | erőnyerő | erőnyerő | 7:21,50  | 1.       | A     | 7:26,71 | 2.    |          |
| William Hobbs Richard Edmunds Stewart MacDonald (kormányos)                                                                                               | Kormányos kettes         | 8:12,48  | 2.       | erőnyerő | erőnyerő | 8:03,74  | 3.       | A     | 8:12,60 | 5.    | 5.       |
| Peter Raymond Raymond Wright Charles Hamlin Lawrence Terry                                                                                                | Kormányos nélküli négyes | 6:57,68  | 2.       | 6:39,78  | 1.       |          |          | A     | 6:47,70 | 5.    | 5.       |
| Luther Jones Bill Purdy Anthony Martin Gardner Cadwalader John Hartigan (kormányos)                                                                       | Kormányos négyes         | 7:21,39  | 3.       | erőnyerő | erőnyerő | 6:54,22  | 2.       | A     | 6:51,41 | 5.    | 5.       |
| Steve Brooks Curtis Canning Jake Fiechter Arthur Evans* David Higgins Franklin Hobbs Paul Hoffman Andy Larkin Cleve Livingston Scott Steketee (kormányos) | Nyolcas                  | 6:15,42  | 5.       | 6:19,81  | 2.       |          |          | A     | 6:14,34 | 6.    | 6.       |

* - Jake Fiechter cseréje az előfutamban

## Kajak-kenu
Férfi
| Versenyző                                              | Versenyszám         | Előfutam | Előfutam | Előfutam | Vigaszág | Vigaszág | Vigaszág | Elődöntő | Elődöntő | Elődöntő | Döntő   | Döntő    |
| Versenyző                                              | Versenyszám         | Idő      | Hely.    | Össz.    | Idő      | Hely.    | Össz.    | Idő      | Hely.    | Össz.    | Idő     | Helyezés |
| ------------------------------------------------------ | ------------------- | -------- | -------- | -------- | -------- | -------- | -------- | -------- | -------- | -------- | ------- | -------- |
| John Glair                                             | Kajak egyes 1000 m  | 4:13,5   | 6.       | 15.      | 4:29,89  | 3.       | 9.       | 4:08,31  | 4.       | 11.      | kiesett | kiesett  |
| Paul Beachem Peter Weigand                             | Kajak kettes 1000 m | 4:15,0   | 7.       | 17.      | 4:00,04  | 4.       | 6.       | kiesett  | kiesett  | kiesett  | kiesett | kiesett  |
| Lester Cutler Ernst Heincke Mervil Larson John Pickett | Kajak négyes 1000 m | 3:31,7   | 6.       | 16.      | 3:32,21  | 5.       | 8.       | kiesett  | kiesett  | kiesett  | kiesett | kiesett  |
| Andreas Weigand                                        | Kenu egyes 1000 m   | 4:30,0   | 4.       | 5.       | 4:37,11  | 3.       | 3.       |          |          |          | 4:50,42 | 8.       |
| William Gates Malcolm Hickox                           | Kenu kettes 1000 m  | 4:37,0   | 7.       | 12.      | 4:33,49  | 6.       | 6.       |          |          |          | kiesett | kiesett  |

Női
| Versenyző                           | Versenyszám        | Előfutam | Előfutam | Előfutam | Vigaszág | Vigaszág | Vigaszág | Döntő   | Döntő    |
| Versenyző                           | Versenyszám        | Idő      | Hely.    | Össz.    | Idő      | Hely.    | Össz.    | Idő     | Helyezés |
| ----------------------------------- | ------------------ | -------- | -------- | -------- | -------- | -------- | -------- | ------- | -------- |
| Marcia Jones Smoke                  | Kajak egyes 500 m  | 2:09,6   | 4.       | 4.       | 2:12,67  | 1.       | 1.       | 2:14,68 | 4.       |
| Sperry Rademaker Marcia Jones Smoke | Kajak kettes 500 m | 2:08,9   | 4.       | 9.       | 2:04,54  | 2.       | 2.       | 2:02,97 | 7.       |

## Kerékpározás

### Országúti kerékpározás
| Versenyző                                         | Versenyszám     | Idő              | Helyezés      |
| ------------------------------------------------- | --------------- | ---------------- | ------------- |
| Dan Butler                                        | Mezőnyverseny   | nem ért célba    | nem ért célba |
| David Chauner                                     | Mezőnyverseny   | nem ért célba    | nem ért célba |
| John Howard                                       | Mezőnyverseny   | 4:52:45 (+11:20) | 44.           |
| Wes Wessberg                                      | Mezőnyverseny   | nem ért célba    | nem ért célba |
| John Allis Jim Van Boven John Howard Butch Martin | Csapat időfutam | 2:24:13 (+16:24) | 20.           |

### Pálya-kerékpározás
Sprintverseny
| Versenyző     | Versenyszám  | 1. forduló                                             | 1. forduló | Vigaszág                                                                | Vigaszág | 2. forduló                                               | 2. forduló | Vigaszág                     | Vigaszág | Nyolcaddöntő                                       | Nyolcaddöntő | Vigaszág selejtező                                | Vigaszág selejtező | Vigaszág döntő                | Vigaszág döntő | Negyeddöntő          | Elődöntő             | Döntő                | Helyezés    |
| Versenyző     | Versenyszám  | Ellenfelek Győztes idő                                 | Hely.      | Ellenfelek Győztes idő                                                  | Hely.    | Ellenfelek Győztes idő                                   | Hely.      | Ellenfél Győztes idő         | Hely.    | Ellenfelek Győztes idő                             | Hely.        | Ellenfelek Győztes idő                            | Hely.              | Ellenfél Győztes idő          | Hely.          | Ellenfél Győztes idő | Ellenfél Győztes idő | Ellenfél Győztes idő | Helyezés    |
| ------------- | ------------ | ------------------------------------------------------ | ---------- | ----------------------------------------------------------------------- | -------- | -------------------------------------------------------- | ---------- | ---------------------------- | -------- | -------------------------------------------------- | ------------ | ------------------------------------------------- | ------------------ | ----------------------------- | -------------- | -------------------- | -------------------- | -------------------- | ----------- |
| Tim Mountford | Férfi egyéni | Leijn Loevesijn (NED) · Baranyecz András (HUN) · 10,92 | 3.         | Kim Gvangszon (Kim Gwang-seon) (KOR) · José Jaime Galeano (COL) · 11,03 | 1.       | Daniel Morelon (FRA) · 10,94                             | 2.         | Peder Pedersen (DEN) · 11,31 | 1.       | Omar Phakadze (URS) · Niels Fredborg (DEN) · 10,94 | 2.           | Gordon Johnson (AUS) · Ivan Kučírek (TCH) · 10,79 | 1.                 | Leijn Loevesijn (NED) · 11,09 | 2.             | kiesett              | kiesett              | kiesett              | helyezetlen |
| Jackie Simes  | Férfi egyéni | Daniel Goens (BEL) · Kenneth Sutherland (HBR) · 11,23  | 1.         |                                                                         |          | Robert van Lancker (BEL) · Serhiy Kravtsov (URS) · 10,72 | 1.         |                              |          | Dino Verzini (ITA) · Ivan Kučírek (TCH) · 10,81    | 2.           | Niels Fredborg (DEN) · Leslie King (TRI) · 10,92  | 1.                 | Jürgen Barth (FRG) · 11,30    | 2.             | kiesett              | kiesett              | kiesett              | helyezetlen |

Időfutam
| Versenyző    | Versenyszám  | Idő     | Helyezés |
| ------------ | ------------ | ------- | -------- |
| Jackie Simes | Férfi egyéni | 1:05,67 | 12.      |

Tandem
| Versenyző                  | Versenyszám     | 1. forduló                                                | Vigaszág selejtező                                        | Vigaszág selejtező | Vigaszág döntő         | Vigaszág döntő | Negyeddöntő          | Elődöntő             | Döntő                | Helyezés    |
| Versenyző                  | Versenyszám     | Ellenfél Győztes idő                                      | Ellenfél Győztes idő                                      | Hely.              | Ellenfelek Győztes idő | Hely.          | Ellenfél Győztes idő | Ellenfél Győztes idő | Ellenfél Győztes idő | Helyezés    |
| -------------------------- | --------------- | --------------------------------------------------------- | --------------------------------------------------------- | ------------------ | ---------------------- | -------------- | -------------------- | -------------------- | -------------------- | ----------- |
| Jack Disney Charles Pranke | Férfi kétüléses | Belgium (BEL) · Daniel Goens · Robert van Lancker · 10,40 | Ausztrália (AUS) · Gordon Johnson · Hilton Clarke · 10,26 | 2.                 | kiesett                | kiesett        | kiesett              | kiesett              | kiesett              | helyezetlen |

Üldözőversenyek
| Versenyző                                                  | Versenyszám  | Selejtező | Selejtező | Nyolcaddöntő                                                                                      | Nyolcaddöntő | Nyolcaddöntő | Negyeddöntő  | Negyeddöntő | Negyeddöntő | Elődöntő     | Elődöntő  | Elődöntő | Döntő        | Döntő     | Helyezés    |
| Versenyző                                                  | Versenyszám  | Idő       | Hely.     | Ellenfél Idő                                                                                      | Saját idő    | Hely.        | Ellenfél Idő | Saját idő   | Hely.       | Ellenfél Idő | Saját idő | Hely.    | Ellenfél Idő | Saját idő | Helyezés    |
| ---------------------------------------------------------- | ------------ | --------- | --------- | ------------------------------------------------------------------------------------------------- | ------------ | ------------ | ------------ | ----------- | ----------- | ------------ | --------- | -------- | ------------ | --------- | ----------- |
| Dave Brink                                                 | Férfi egyéni | 4:55,40   | 18.       |                                                                                                   |              |              | kiesett      | kiesett     | kiesett     | kiesett      | kiesett   | kiesett  | kiesett      | kiesett   | 18.         |
| David Chauner Skip Cutting Steve Maaranen John Vande Velde | Férfi csapat |           |           | Kolumbia (COL) · Severo Hernández · Martín Rodríguez · Luis Saldarriaga · Mario Vanegas · 4:32,98 | 4:32,87      | 1.           | kiesett      | kiesett     | kiesett     | kiesett      | kiesett   | kiesett  | kiesett      | kiesett   | helyezetlen |

## Kosárlabda
| Amerikai férfi kosárlabdacsapat-játékoskeret                                            | Amerikai férfi kosárlabdacsapat-játékoskeret                                            |
| --------------------------------------------------------------------------------------- | --------------------------------------------------------------------------------------- |
| - Mike Barrett - John Clawson - Don Dee - Calvin Fowler - Spencer Haywood - Bill Hosket | - James King - Glynn Saulters - Charlie Scott - Mike Silliman - Ken Spain - Jo Jo White |

### Eredmények
Csoportkör
A csoport
| Csapat                 | M | Gy | V | P+  | P–  | Pk   |
| ---------------------- | - | -- | - | --- | --- | ---- |
| Egyesült Államok (USA) | 7 | 7  | 0 | 599 | 392 | +207 |
| Jugoszlávia (YUG)      | 7 | 6  | 1 | 592 | 511 | +81  |
| Olaszország (ITA)      | 7 | 5  | 2 | 562 | 539 | +23  |
| Spanyolország (ESP)    | 7 | 4  | 3 | 557 | 548 | +9   |
| Puerto Rico (PUR)      | 7 | 3  | 4 | 493 | 468 | +25  |
| Panama (PAN)           | 7 | 2  | 5 | 572 | 624 | –52  |
| Fülöp-szigetek (PHI)   | 7 | 1  | 6 | 525 | 636 | –111 |
| Szenegál (SEN)         | 7 | 0  | 7 | 383 | 565 | –182 |

| 1968. október 13. | Egyesült Államok (USA) | 81 – 46 | Spanyolország (ESP) |  |
| 1968. október 13. | (39–16)                |         |                     |  |

| 1968. október 14. | Egyesült Államok (USA) | 93 – 36 | Szenegál (SEN) |  |
| 1968. október 14. | (44–15)                |         |                |  |

| 1968. október 15. | Egyesült Államok (USA) | 96 – 75 | Fülöp-szigetek (PHI) |  |
| 1968. október 15. | (48–26)                |         |                      |  |

| 1968. október 16. | Egyesült Államok (USA) | 73 – 58 | Jugoszlávia (YUG) |  |
| 1968. október 16. | (36–28)                |         |                   |  |

| 1968. október 18. | Egyesült Államok (USA) | 95 – 60 | Panama (PAN) |  |
| 1968. október 18. | (51–33)                |         |              |  |

| 1968. október 19. | Egyesült Államok (USA) | 100 – 61 | Olaszország (ITA) |  |
| 1968. október 19. | (48–27)                |          |                   |  |

| 1968. október 20. | Egyesült Államok (USA) | 61 – 56 | Puerto Rico (PUR) |  |
| 1968. október 20. | (30–29)                |         |                   |  |

Elődöntő
| 1968. október 22. | Egyesült Államok (USA) | 75 – 63 | Brazília (BRA) |  |
| 1968. október 22. | (42–26)                |         |                |  |

Döntő
| 1968. október 25. | Egyesült Államok (USA) | 65 – 50 | Jugoszlávia (YUG) |  |
| 1968. október 25. | (32–29)                |         |                   |  |

| Csapat                 | Helyezés |
| ---------------------- | -------- |
| Egyesült Államok (USA) |          |

## Lovaglás
Díjlovaglás
| Versenyző                              | Ló                   | Versenyszám | Selejtező | Selejtező | Döntő   | Döntő   | Végeredmény | Végeredmény |
| Versenyző                              | Ló                   | Versenyszám | Pont      | Hely.     | Pont    | Hely.   | Pont        | Helyezés    |
| -------------------------------------- | -------------------- | ----------- | --------- | --------- | ------- | ------- | ----------- | ----------- |
| Kyra Downton                           | Cadet                | Egyéni      | 657       | 21.       | kiesett | kiesett | 657         | 21.         |
| Edith Master                           | Helios               | Egyéni      | 646       | 23.       | kiesett | kiesett | 646         | 23.         |
| Donnan Plumb                           | Attache              | Egyéni      | 616       | 24.       | kiesett | kiesett | 616         | 24.         |
| Kyra Downton Edith Master Donnan Plumb | Cadet Helios Attache | Csapat      |           |           |         |         | 1,919       | 8.          |

Díjugratás
| Versenyző                                     | Ló                                    | Versenyszám | 1. forduló | 1. forduló | 2. forduló | 2. forduló | Összesen | Összesen |
| Versenyző                                     | Ló                                    | Versenyszám | Pont       | Hely.      | Pont       | Hely.      | Pont     | Helyezés |
| --------------------------------------------- | ------------------------------------- | ----------- | ---------- | ---------- | ---------- | ---------- | -------- | -------- |
| Frank Chapot                                  | San Lucas                             | Egyéni      | 4,00       | 3.         | 8,00       | 4.         | 12,00    | 4.       |
| Kathryn Kusner                                | Untouchable                           | Egyéni      | 12,00      | 21.        | kiesett    | kiesett    | 12,00    | 21.      |
| William Steinkraus                            | Snowbound                             | Egyéni      | 0,00       | 1.         | 4,00       | 1.         | 4,00     |          |
| Frank Chapot Kathryn Kusner Mary Mairs-Chapot | San Lucas Untouchable White Lightning | Csapat      | 63,00      | 5.         | 54,50      | 3.         | 117,50   | 4.       |

Lovastusa
| Versenyző                                   | Ló                            | Versenyszám | Díjlovaglás | Díjlovaglás | Tereplovaglás | Tereplovaglás | Díjugratás | Díjugratás | Végeredmény | Végeredmény |
| Versenyző                                   | Ló                            | Versenyszám | Bünt.       | Hely.       | Bünt.         | Hely.         | Bünt.      | Hely.      | Bünt.       | Helyezés    |
| ------------------------------------------- | ----------------------------- | ----------- | ----------- | ----------- | ------------- | ------------- | ---------- | ---------- | ----------- | ----------- |
| Kevin Freeman                               | Chalan                        | Egyéni      | -77,01      | 14.         | kizárták      | kizárták      | kiesett    | kiesett    | kiesett     | kiesett     |
| Michael Page                                | Foster                        | Egyéni      | -107,51     | 40.         | 59,20         | 2.            | -4,00      | 9.         | -52,31      |             |
| Michael Plumb                               | Plain Sailing                 | Egyéni      | -63,00      | 5.          | -54,00        | 19.           | -2,50      | 7.         | -119,50     | 14.         |
| James C. Wofford                            | Kilkenny                      | Egyéni      | -101,51     | 34.         | 71,20         | 1.            | -43,75     | 34.        | -74,06      | 6.          |
| Michael Page Michael Plumb James C. Wofford | Foster Plain Sailing Kilkenny | Csapat      | -241,52     | 6.          | 76,40         | 2.            | -50,25     | 6.         | -245,87     |             |

## Műugrás
Férfi
| Versenyző         | Versenyszám        | Selejtező | Selejtező | Döntő   | Döntő    |
| Versenyző         | Versenyszám        | Pont      | Helyezés  | Pont    | Helyezés |
| ----------------- | ------------------ | --------- | --------- | ------- | -------- |
| James Henry       | Egyéni műugrás     | 105,47    | 1.        | 158,09  |          |
| Bernard Wrightson | Egyéni műugrás     | 102,95    | 3.        | 170,15  |          |
| Keith Russell     | Egyéni műugrás     | 100,61    | 4.        | 151,75  | 6.       |
| Keith Russell     | Egyéni toronyugrás | 101,38    | 3.        | 152,34  | 4.       |
| Richard Gilbert   | Egyéni toronyugrás | 86,70     | 17.       | kiesett | kiesett  |
| Edwin Young       | Egyéni toronyugrás | 99,98     | 4.        | 153,93  |          |

Női
| Versenyző        | Versenyszám        | Selejtező | Selejtező | Döntő   | Döntő    |
| Versenyző        | Versenyszám        | Pont      | Helyezés  | Pont    | Helyezés |
| ---------------- | ------------------ | --------- | --------- | ------- | -------- |
| Susanne Gossick  | Egyéni műugrás     | 97,32     | 2.        | 150,77  |          |
| Micki King       | Egyéni műugrás     | 98,17     | 1.        | 137,38  | 4.       |
| Keala O'Sullivan | Egyéni műugrás     | 65,58     | 4.        | 145,23  |          |
| Lesley Bush      | Egyéni toronyugrás | 43,72     | 20.       | kiesett | kiesett  |
| Ann Peterson     | Egyéni toronyugrás | 52,14     | 2.        | 101,11  |          |
| Barbara Talmage  | Egyéni toronyugrás | 47,09     | 6.        | 87,29   | 10.      |

## Ökölvívás
| Versenyző        | Versenyszám   | Selejtező         | 32-es főtábla                           | Nyolcaddöntő                  | Negyeddöntő                           | Elődöntő                        | Döntő                           | Helyezés |
| Versenyző        | Versenyszám   | Ellenfél Eredmény | Ellenfél Eredmény                       | Ellenfél Eredmény             | Ellenfél Eredmény                     | Ellenfél Eredmény               | Ellenfél Eredmény               | Helyezés |
| ---------------- | ------------- | ----------------- | --------------------------------------- | ----------------------------- | ------------------------------------- | ------------------------------- | ------------------------------- | -------- |
| Harlan Marbley   | Papírsúly     |                   | erőnyerő                                | Fuat Temel (TUR) · 5-0        | Gabriel Ogun (NGR) · 5-0              | Francisco Rodríguez (VEN) · 1-4 | kiesett                         |          |
| David Vasquez    | Légsúly       |                   | Filippo Grasso (ITA) · 3-2              | Leo Rwabwogo (UGA) · 2-3      | kiesett                               | kiesett                         | kiesett                         | 9.       |
| Samuel Goss      | Harmatsúly    | erőnyerő          | Nicolae Gîju (ROU) · 0-5                | kiesett                       | kiesett                               | kiesett                         | kiesett                         | 17.      |
| Albert Robinson  | Pehelysúly    |                   | John Cheshire (GBR) · RSC               | Teogenes Pelegrino (PHI) · KO | Abdel Allah (RAU) · 5-0               | Ivan Mihajlov (BUL) · 4-1       | Antonio Roldán (MEX) · kizárták |          |
| Ronald Harris    | Könnyűsúly    | erőnyerő          | I Cshanggil (Lee Chang-gil) (KOR) · 5-0 | John H. Stracey (GBR) · 4-1   | Mohamed Muruli (UGA) · 5-0            | Calistrat Cuţov (ROU) · 5-0     | Józef Grudzień (POL) · 5-0      |          |
| James Wallington | Kisváltósúly  | erőnyerő          | Donato Cartagena (DOM) · RSC            | Alex Odhiambo (UGA) · 5-0     | Kim Szajong (Kim Sa-yong) (KOR) · 5-0 | Enrique Regüeiferos (CUB) · 1-4 | kiesett                         |          |
| Armando Muniz    | Váltósúly     | erőnyerő          | Marian Kasprzyk (POL) · 4-1             | Max Hebeisen (SUI) · 4-1      | Mario Giulloti (ARG) · 1-4            | kiesett                         | kiesett                         | 5.       |
| John Baldwin     | Nagyváltósúly |                   | erőnyerő                                | Vojtech Stantien (TCH) · 5-0  | Mario Benítez (URU) · 5-0             | Rolando Garbey (CUB) · 1-4      | kiesett                         |          |
| Alfred Jones     | Középsúly     |                   | Marcelo Quiñones (PER) · 5-0            | Raúl Marrero (CUB) · 5-0      | Simeon Georgiev (BUL) · 4-1           | Chris Finnegan (GBR) · 1-4      | kiesett                         |          |
| Arthur Redden    | Félnehézsúly  |                   | erőnyerő                                | Georgi Sztankov (BUL) · 1-4   | kiesett                               | kiesett                         | kiesett                         | 9.       |
| George Foreman   | Nehézsúly     |                   |                                         | Lucjan Trela (POL) · 4-1      | Ion Alexe (ROU) · RSC                 | Giorgio Bambini (ITA) · KO      | Jonas Čepulis (URS) · RSC       |          |

## Öttusa
| Versenyző                             | Versenyszám | Lovaglás | Lovaglás | Lovaglás | Vívás    | Vívás | Vívás | Lövészet | Lövészet | Lövészet | Úszás  | Úszás | Úszás | Futás   | Futás | Futás | Összesen    | Összesen |
| Versenyző                             | Versenyszám | Idő      | Pont     | Hely.    | Eredmény | Pont  | Hely. | Pontszám | Pont     | Hely.    | Idő    | Pont  | Hely. | Idő     | Pont  | Hely. | Összes pont | Helyezés |
| ------------------------------------- | ----------- | -------- | -------- | -------- | -------- | ----- | ----- | -------- | -------- | -------- | ------ | ----- | ----- | ------- | ----- | ----- | ----------- | -------- |
| Robert Beck                           | Egyéni      | 3:41     | 1010     | 28.      | 28–19    | 885   | 9.    | 190      | 912      | 16.      | 4:06,5 | 925   | 28.   | 16:10,3 | 655   | 42.   | 4387        | 22.      |
| Maurice Lough                         | Egyéni      | 3:32     | 980      | 32.      | 18–29    | 655   | 38.   | 187      | 846      | 32.      | 3:56,4 | 988   | 12.   | 15:15,2 | 820   | 24.   | 4289        | 29.      |
| James Moore                           | Egyéni      | 3:36     | 1040     | 13.      | 24–23    | 793   | 23.   | 190      | 912      | 17.      | 4:05,5 | 931   | 27.   | 14:36,8 | 937   | 9.    | 4613        | 11.      |
| Robert Beck Maurice Lough James Moore | Csapat      |          | 3030     | 3.       |          | 2324  | 8.    |          | 2670     | 4.       |        | 2844  | 8.    |         | 2412  | 9.    | 13280       | 4.       |

## Röplabda

### Férfi
| Amerikai férfi röplabdacsapat-játékoskeret                                          | Amerikai férfi röplabdacsapat-játékoskeret                                                   |
| ----------------------------------------------------------------------------------- | -------------------------------------------------------------------------------------------- |
| - John Alstrom - Mike Bright - Wink Davenport - Smitty Duke - Tom Haine - John Henn | - Butch May - Danny Patterson - Larry Rundle - Jon Stanley - Rudy Suwara - Pete Velasco, Jr. |

#### Eredmények
Csoportkör
| 1968. október 13. 17:00 | Egyesült Államok (USA)             | 3 – 2 | Szovjetunió (URS) |  |
| 1968. október 13. 17:00 | (11–15, 15–10, 10–15, 15–10, 15–6) |       |                   |  |

| 1968. október 16. 12:00 | Csehszlovákia (TCH)       | 3 – 1 | Egyesült Államok (USA) |  |
| 1968. október 16. 12:00 | (15–0, 10–15, 15–7, 15–7) |       |                        |  |

| 1968. október 17. 17:00 | Egyesült Államok (USA) | 3 – 0 | Brazília (BRA) |  |
| 1968. október 17. 17:00 | (15–12, 15–7, 15–10)   |       |                |  |

| 1968. október 19. 10:00 | Bulgária (BUL)                    | 3 – 2 | Egyesült Államok (USA) |  |
| 1968. október 19. 10:00 | (10–15, 17–15, 7–15, 15–7, 16–14) |       |                        |  |

| 1968. október 20. 17:00 | Lengyelország (POL) | 3 – 0 | Egyesült Államok (USA) |  |
| 1968. október 20. 17:00 | (15–5, 15–5, 15–8)  |       |                        |  |

| 1968. október 21. 12:00 | NDK (GDR)            | 3 – 0 | Egyesült Államok (USA) |  |
| 1968. október 21. 12:00 | (15–8, 15–12, 15–10) |       |                        |  |

| 1968. október 23. 12:00 | Japán (JPN)         | 3 – 0 | Egyesült Államok (USA) |  |
| 1968. október 23. 12:00 | (15–5, 15–8, 15–11) |       |                        |  |

| 1968. október 24. 12:00 | Egyesült Államok (USA)      | 3 – 1 | Mexikó (MEX) |  |
| 1968. október 24. 12:00 | (14–16, 15–10, 15–9, 15–11) |       |              |  |

| 1968. október 25. 12:00 | Egyesült Államok (USA) | 3 – 0 | Belgium (BEL) |  |
| 1968. október 25. 12:00 | (15–4, 16–14, 15–10)   |       |               |  |

|          |                        |      | Mérkőzések | Mérkőzések | Szettek | Szettek | Szettek | Pontok | Pontok | Pontok |
| Helyezés | Csapat                 | Pont | Gy         | V          | Sz+     | Sz–     | SzA     | P+     | P–     | PA     |
| -------- | ---------------------- | ---- | ---------- | ---------- | ------- | ------- | ------- | ------ | ------ | ------ |
| Arany    | Szovjetunió (URS)      | 17   | 8          | 1          | 26      | 8       | 3,250   | 464    | 326    | 1,423  |
| Ezüst    | Japán (JPN)            | 16   | 7          | 2          | 24      | 6       | 4,000   | 430    | 258    | 1,667  |
| Bronz    | Csehszlovákia (TCH)    | 16   | 7          | 2          | 22      | 15      | 1,467   | 454    | 417    | 1,089  |
| 4.       | NDK (GDR)              | 15   | 6          | 3          | 22      | 12      | 1,833   | 449    | 374    | 1,201  |
| 5.       | Lengyelország (POL)    | 15   | 6          | 3          | 18      | 11      | 1,636   | 371    | 281    | 1,320  |
| 6.       | Bulgária (BUL)         | 13   | 4          | 5          | 16      | 17      | 0,941   | 379    | 385    | 0,984  |
| 7.       | Egyesült Államok (USA) | 13   | 4          | 5          | 15      | 18      | 0,833   | 383    | 414    | 0,925  |
| 8.       | Belgium (BEL)          | 11   | 2          | 7          | 6       | 24      | 0,250   | 239    | 417    | 0,573  |
| 9.       | Brazília (BRA)         | 10   | 1          | 8          | 8       | 25      | 0,320   | 357    | 469    | 0,761  |
| 10.      | Mexikó (MEX)           | 9    | 0          | 9          | 6       | 27      | 0,222   | 289    | 474    | 0,610  |

| Csapat                 | Helyezés |
| ---------------------- | -------- |
| Egyesült Államok (USA) | 7.       |

### Női
| Amerikai női röplabdacsapat-játékoskeret                                                      | Amerikai női röplabdacsapat-játékoskeret                                                 |
| --------------------------------------------------------------------------------------------- | ---------------------------------------------------------------------------------------- |
| - Patti Bright - Kathryn Heck - Fanny Hopeau - Ninja Jorgensen - Laurie Lewis - Miki McFadden | - Marilyn McReavy - Nancy Owen - Bobbie Perry - Mary Perry - Sharon Peterson - Jane Ward |

#### Eredmények
Csoportkör
| 1968. október 13. 12:00 | Japán (JPN)        | 3 – 0 | Egyesült Államok (USA) |  |
| 1968. október 13. 12:00 | (15–6, 15–2, 15–2) |       |                        |  |

| 1968. október 14. 12:00 | Csehszlovákia (TCH)        | 3 – 1 | Egyesült Államok (USA) |  |
| 1968. október 14. 12:00 | (15–8, 11–15, 15–9, 15–11) |       |                        |  |

| 1968. október 16. 10:00 | Lengyelország (POL) | 3 – 0 | Egyesült Államok (USA) |  |
| 1968. október 16. 10:00 | (15–3, 15–1, 16–14) |       |                        |  |

| 1968. október 17. 17:00 | Dél-Korea (KOR)           | 3 – 1 | Egyesült Államok (USA) |  |
| 1968. október 17. 17:00 | (15–9, 15–13, 6–15, 15–5) |       |                        |  |

| 1968. október 21. 10:00 | Szovjetunió (URS)        | 3 – 1 | Egyesült Államok (USA) |  |
| 1968. október 21. 10:00 | (15–1, 6–15, 15–4, 15–6) |       |                        |  |

| 1968. október 23. 17:00 | Peru (PER)                  | 3 – 1 | Egyesült Államok (USA) |  |
| 1968. október 23. 17:00 | (15–11, 15–0, 14–16, 15–12) |       |                        |  |

| 1968. október 26. 16:00 | Mexikó (MEX)       | 3 – 0 | Egyesült Államok (USA) |  |
| 1968. október 26. 16:00 | (15–8, 15–7, 15–4) |       |                        |  |

|          |                        |      | Mérkőzések | Mérkőzések | Szettek | Szettek | Szettek | Pontok | Pontok | Pontok |
| Helyezés | Csapat                 | Pont | Gy         | V          | Sz+     | Sz–     | SzA     | P+     | P–     | PA     |
| -------- | ---------------------- | ---- | ---------- | ---------- | ------- | ------- | ------- | ------ | ------ | ------ |
| Arany    | Szovjetunió (URS)      | 14   | 7          | 0          | 21      | 3       | 7,000   | 333    | 194    | 1,716  |
| Ezüst    | Japán (JPN)            | 13   | 6          | 1          | 19      | 3       | 6,333   | 318    | 147    | 2,163  |
| Bronz    | Lengyelország (POL)    | 12   | 5          | 2          | 15      | 11      | 1,364   | 324    | 304    | 1,066  |
| 4.       | Peru (PER)             | 10   | 3          | 4          | 12      | 15      | 0,800   | 306    | 327    | 0,936  |
| 5.       | Dél-Korea (KOR)        | 10   | 3          | 4          | 11      | 14      | 0,786   | 276    | 305    | 0,905  |
| 6.       | Csehszlovákia (TCH)    | 10   | 3          | 4          | 11      | 15      | 0,733   | 307    | 308    | 0,997  |
| 7.       | Mexikó (MEX)           | 8    | 1          | 6          | 7       | 18      | 0,389   | 215    | 338    | 0,636  |
| 8.       | Egyesült Államok (USA) | 7    | 0          | 7          | 4       | 21      | 0,190   | 197    | 353    | 0,558  |

| Csapat                 | Helyezés |
| ---------------------- | -------- |
| Egyesült Államok (USA) | 8.       |

## Sportlövészet
Nyílt
| Versenyző        | Versenyszám                    | Pont | Helyezés |
| ---------------- | ------------------------------ | ---- | -------- |
| William McMillan | Gyorstüzelő pisztoly           | 584  | 17.      |
| Jim McNally      | Gyorstüzelő pisztoly           | 580  | 25.      |
| Donald Hamilton  | Szabadpisztoly                 | 549  | 16.      |
| Arnold Vitarbo   | Szabadpisztoly                 | 559  | 4.       |
| Lones Wigger     | Sportpuska, fekvő              | 592  | 25.      |
| Gary Anderson    | Sportpuska, fekvő              | 595  | 8.       |
| Gary Anderson    | Szabadpuska, összetett (300 m) | 1157 |          |
| John Foster      | Szabadpuska, összetett (300 m) | 1140 | 7.       |
| John Foster      | Sportpuska, összetett          | 1153 | 4.       |
| John Writer      | Sportpuska, összetett          | 1156 |          |
| Thomas Garrigus  | Trap                           | 196  |          |
| Ray Stafford     | Trap                           | 189  | 26.      |
| Earl Herring     | Skeet                          | 190  | 16.      |
| Robert Rodale    | Skeet                          | 189  | 19.      |

## Súlyemelés
| Versenyző          | Versenyszám | Nyomás                   | Nyomás                   | Szakítás | Szakítás | Lökés    | Lökés    | Összesen | Helyezés |
| Versenyző          | Versenyszám | Eredmény                 | Helyezés                 | Eredmény | Helyezés | Eredmény | Helyezés | Összesen | Helyezés |
| ------------------ | ----------- | ------------------------ | ------------------------ | -------- | -------- | -------- | -------- | -------- | -------- |
| Russell Knipp      | 75 kg       | 147,5                    | 2.                       | 122,5    | 10.      | 167,5    | 5.       | 437,5    | 4.       |
| Frederick Lowe     | 75 kg       | 132,5                    | 11.                      | 127,5    | 7.       | 170,0    | 3.       | 430,0    | 8.       |
| Joseph Puleo       | 82,5 kg     | érvényes kísérlet nélkül | érvényes kísérlet nélkül | kiesett  | kiesett  | kiesett  | kiesett  | kiesett  | kiesett  |
| Robert Bartholomew | 90 kg       | 155,0                    | 7.                       | 125,0    | 17.      | 177,5    | 9.       | 457,5    | 9.       |
| Philip Grippaldi   | 90 kg       | 155,0                    | 7.                       | 137,5    | 9.       | 185,0    | 5.       | 477,5    | 7.       |
| Joseph Dube        | +90 kg      | 200,0                    | 1.                       | 145,0    | 7.       | 210,0    | 2.       | 555,0    |          |
| George Pickett     | +90 kg      | érvényes kísérlet nélkül | érvényes kísérlet nélkül | kiesett  | kiesett  | kiesett  | kiesett  | kiesett  | kiesett  |

## Torna
Férfi
| Versenyző                                                                         | Versenyszám      | Selejtező | Selejtező | Döntő    | Döntő    |
| Versenyző                                                                         | Versenyszám      | Pontszám  | Helyezés  | Pontszám | Helyezés |
| --------------------------------------------------------------------------------- | ---------------- | --------- | --------- | -------- | -------- |
| Kanati Allen                                                                      | Talaj            | 18,30     | 34.       | kiesett  | kiesett  |
| Kanati Allen                                                                      | Ugrás            | 18,15     | 54.       | kiesett  | kiesett  |
| Kanati Allen                                                                      | Korlát           | 16,75     | 102.      | kiesett  | kiesett  |
| Kanati Allen                                                                      | Nyújtó           | 18,40     | 51.       | kiesett  | kiesett  |
| Kanati Allen                                                                      | Gyűrű            | 16,30     | 99.       | kiesett  | kiesett  |
| Kanati Allen                                                                      | Lólengés         | 17,55     | 58.       | kiesett  | kiesett  |
| Kanati Allen                                                                      | Egyéni összetett |           |           | 105,45   | 80.      |
| Steve Cohen                                                                       | Talaj            | 17,60     | 75.       | kiesett  | kiesett  |
| Steve Cohen                                                                       | Ugrás            | 18,00     | 68.       | kiesett  | kiesett  |
| Steve Cohen                                                                       | Korlát           | 18,60     | 41.       | kiesett  | kiesett  |
| Steve Cohen                                                                       | Nyújtó           | 18,30     | 56.       | kiesett  | kiesett  |
| Steve Cohen                                                                       | Gyűrű            | 18,90     | 9.        | kiesett  | kiesett  |
| Steve Cohen                                                                       | Lólengés         | 17,35     | 67.       | kiesett  | kiesett  |
| Steve Cohen                                                                       | Egyéni összetett |           |           | 108,75   | 46.      |
| Sid Freudenstein                                                                  | Talaj            | 18,65     | 14.       | kiesett  | kiesett  |
| Sid Freudenstein                                                                  | Ugrás            | 18,05     | 63.       | kiesett  | kiesett  |
| Sid Freudenstein                                                                  | Korlát           | 18,25     | 63.       | kiesett  | kiesett  |
| Sid Freudenstein                                                                  | Nyújtó           | 18,40     | 51.       | kiesett  | kiesett  |
| Sid Freudenstein                                                                  | Gyűrű            | 18,05     | 44.       | kiesett  | kiesett  |
| Sid Freudenstein                                                                  | Lólengés         | 19,60     | 93.       | kiesett  | kiesett  |
| Sid Freudenstein                                                                  | Egyéni összetett |           |           | 108,00   | 57.      |
| Steve Hug                                                                         | Talaj            | 18,15     | 42.       | kiesett  | kiesett  |
| Steve Hug                                                                         | Ugrás            | 17,80     | 83.       | kiesett  | kiesett  |
| Steve Hug                                                                         | Korlát           | 18,45     | 51.       | kiesett  | kiesett  |
| Steve Hug                                                                         | Nyújtó           | 18,60     | 38.       | kiesett  | kiesett  |
| Steve Hug                                                                         | Gyűrű            | 17,90     | 52.       | kiesett  | kiesett  |
| Steve Hug                                                                         | Lólengés         | 18,70     | 19.       | kiesett  | kiesett  |
| Steve Hug                                                                         | Egyéni összetett |           |           | 109,60   | 36.      |
| Fred Roethlisberger                                                               | Talaj            | 18,35     | 32.       | kiesett  | kiesett  |
| Fred Roethlisberger                                                               | Ugrás            | 18,40     | 30.       | kiesett  | kiesett  |
| Fred Roethlisberger                                                               | Korlát           | 18,60     | 41.       | kiesett  | kiesett  |
| Fred Roethlisberger                                                               | Nyújtó           | 18,45     | 46.       | kiesett  | kiesett  |
| Fred Roethlisberger                                                               | Gyűrű            | 18,35     | 27.       | kiesett  | kiesett  |
| Fred Roethlisberger                                                               | Lólengés         | 17,55     | 58.       | kiesett  | kiesett  |
| Fred Roethlisberger                                                               | Egyéni összetett |           |           | 109,70   | 34.*     |
| Dave Thor                                                                         | Talaj            | 18,45     | 26.       | kiesett  | kiesett  |
| Dave Thor                                                                         | Ugrás            | 18,50     | 23.       | kiesett  | kiesett  |
| Dave Thor                                                                         | Korlát           | 18,00     | 73.       | kiesett  | kiesett  |
| Dave Thor                                                                         | Nyújtó           | 18,55     | 41.       | kiesett  | kiesett  |
| Dave Thor                                                                         | Gyűrű            | 18,00     | 47.       | kiesett  | kiesett  |
| Dave Thor                                                                         | Lólengés         | 19,10     | 7.        | kiesett  | kiesett  |
| Dave Thor                                                                         | Egyéni összetett |           |           | 110,60   | 24.      |
| Kanati Allen Steve Cohen Sid Freudenstein Steve Hug Fred Roethlisberger Dave Thor | Csapat összetett |           |           | 548,90   | 7.       |

Női
| Versenyző                                                                         | Versenyszám      | Selejtező | Selejtező | Döntő    | Döntő    |
| Versenyző                                                                         | Versenyszám      | Pontszám  | Helyezés  | Pontszám | Helyezés |
| --------------------------------------------------------------------------------- | ---------------- | --------- | --------- | -------- | -------- |
| Wendy Cluff                                                                       | Talaj            | 18,05     | 42.       | kiesett  | kiesett  |
| Wendy Cluff                                                                       | Ugrás            | 17,80     | 58.       | kiesett  | kiesett  |
| Wendy Cluff                                                                       | Felemás korlát   | 17,75     | 46.       | kiesett  | kiesett  |
| Wendy Cluff                                                                       | Gerenda          | 18,20     | 33.       | kiesett  | kiesett  |
| Wendy Cluff                                                                       | Egyéni összetett |           |           | 71,80    | 39.      |
| Kathy Gleason                                                                     | Talaj            | 18,25     | 33.       | kiesett  | kiesett  |
| Kathy Gleason                                                                     | Ugrás            | 18,60     | 28.       | kiesett  | kiesett  |
| Kathy Gleason                                                                     | Felemás korlát   | 18,30     | 29.       | kiesett  | kiesett  |
| Kathy Gleason                                                                     | Gerenda          | 18,45     | 27.       | kiesett  | kiesett  |
| Kathy Gleason                                                                     | Egyéni összetett |           |           | 73,60    | 31.      |
| Linda Metheny                                                                     | Talaj            | 18,30     | 32.       | kiesett  | kiesett  |
| Linda Metheny                                                                     | Ugrás            | 18,40     | 31.       | kiesett  | kiesett  |
| Linda Metheny                                                                     | Felemás korlát   | 18,15     | 34.       | kiesett  | kiesett  |
| Linda Metheny                                                                     | Gerenda          | 19,15     | 3.        | 19,225   | 4.*      |
| Linda Metheny                                                                     | Egyéni összetett |           |           | 74,00    | 28.      |
| Colleen Mulvihill                                                                 | Talaj            | 18,00     | 43.       | kiesett  | kiesett  |
| Colleen Mulvihill                                                                 | Ugrás            | 17,85     | 53.       | kiesett  | kiesett  |
| Colleen Mulvihill                                                                 | Felemás korlát   | 18,50     | 24.       | kiesett  | kiesett  |
| Colleen Mulvihill                                                                 | Gerenda          | 18,70     | 18.       | kiesett  | kiesett  |
| Colleen Mulvihill                                                                 | Egyéni összetett |           |           | 73,05    | 34.      |
| Cathy Rigby                                                                       | Talaj            | 18,75     | 20.       | kiesett  | kiesett  |
| Cathy Rigby                                                                       | Ugrás            | 18,30     | 36.       | kiesett  | kiesett  |
| Cathy Rigby                                                                       | Felemás korlát   | 18,90     | 12.       | kiesett  | kiesett  |
| Cathy Rigby                                                                       | Gerenda          | 19,00     | 7.        | kiesett  | kiesett  |
| Cathy Rigby                                                                       | Egyéni összetett |           |           | 74,95    | 16.      |
| Joyce Tanac                                                                       | Talaj            | 18,35     | 31.       | kiesett  | kiesett  |
| Joyce Tanac                                                                       | Ugrás            | 18,45     | 30.       | kiesett  | kiesett  |
| Joyce Tanac                                                                       | Felemás korlát   | 18,40     | 27.       | kiesett  | kiesett  |
| Joyce Tanac                                                                       | Gerenda          | 18,45     | 27.       | kiesett  | kiesett  |
| Joyce Tanac                                                                       | Egyéni összetett |           |           | 73,65    | 30.      |
| Wendy Cluff Kathy Gleason Linda Metheny Colleen Mulvihill Cathy Rigby Joyce Tanac | Csapat összetett |           |           | 369,75   | 6.       |

* - egy másik versenyzővel azonos eredményt ért el

## Úszás
Férfi
| Versenyző | Versenyszám            | Előfutam | Előfutam | Előfutam | Elődöntő | Elődöntő | Elődöntő | Döntő        | Döntő        |
| Versenyző | Versenyszám            | Idő      | Hely.    | Össz.    | Idő      | Hely.    | Össz.    | Idő          | Helyezés     |
| --- | ---------------------- | -------- | -------- | -------- | -------- | -------- | -------- | ------------ | ------------ |
| Mark Spitz | 100 m pillangó         | 58,5     | 1.       | 3.       | 57,4     | 1.       | 2.       | 56,4         |              |
| Mark Spitz | 200 m pillangó         | 2:10,6   | 1.       | 1.*      |          |          |          | 2:13,5       | 8.           |
| Mark Spitz | 100 m gyors            | 54,6     | 1.       | 4.*      | 53,8     | 2.       | 3.***    | 53,0         |              |
| Zachary Zorn | 100 m gyors            | 54,3     | 1.       | 2.*      | 53,4     | 1.       | 2.       | 53,9         | 8.           |
| Kenneth Walsh | 100 m gyors            | 55,7     | 1.       | 19.**    | 53,9     | 3.       | 7.       | 52,8         |              |
| Stephen Rerych | 200 m gyors            | 2:00,6   | 1.       | 6.       |          |          |          | visszalépett | visszalépett |
| Don Schollander | 200 m gyors            | 2:00,0   | 1.       | 3.*      |          |          |          | 1:55,8       |              |
| John Nelson | 200 m gyors            | 1:59,5   | 1.       | 2.       |          |          |          | 1:58,1       |              |
| John Nelson | 400 m gyors            | 4:18,7   | 1.       | 2.       |          |          |          | 4:17,2       | 6.           |
| John Nelson | 1500 m gyors           | 17:36,0  | 1.       | 7.       |          |          |          | 18:05,1      | 8.           |
| John Kinsella | 1500 m gyors           | 17:22,7  | 2.       | 4.       |          |          |          | 16:57,3      |              |
| Mike Burton | 1500 m gyors           | 17:27,2  | 1.       | 5.       |          |          |          | 16:38,9      |              |
| Mike Burton | 400 m gyors            | 4:19,3   | 1.       | 4.       |          |          |          | 4:09,0       |              |
| Brent Berk | 400 m gyors            | 4:20,2   | 1.       | 6.       |          |          |          | 4:26,0       | 8.           |
| Larry Barbiere | 100 m hát              | 1:01,9   | 1.       | 5.       | 1:01,6   | 2.       | 2.*      | 1:01,1       | 4.           |
| Ronald Mills | 100 m hát              | 1:01,8   | 1.       | 3.*      | 1:01,8   | 3.       | 4.       | 1:00,5       |              |
| Charles Hickcox | 100 m hát              | 1:01,1   | 1.       | 2.       | 1:01,6   | 1.       | 2.*      | 1:00,2       |              |
| Charles Hickcox | 200 m vegyes           | 2:16,1   | 1.       | 3.       |          |          |          | 2:12,0       |              |
| Charles Hickcox | 400 m vegyes           | 4:56,2   | 1.       | 1.*      |          |          |          | 4:48,4       |              |
| Gregory Buckingham | 400 m vegyes           | 4:57,3   | 1.       | 3.       |          |          |          | 4:51,4       | 4.           |
| Gregory Buckingham | 200 m vegyes           | 2:15,6   | 1.       | 2.       |          |          |          | 2:13,0       |              |
| John Ferris | 200 m vegyes           | 2:14,6   | 1.       | 1.       |          |          |          | 2:13,3       |              |
| John Ferris | 200 m pillangó         | 2:10,6   | 1.       | 1.*      |          |          |          | 2:09,3       |              |
| Carl Robie | 200 m pillangó         | 2:11,1   | 2.       | 4.*      |          |          |          | 2:08,7       |              |
| Gary Hall | 400 m vegyes           | 4:56,2   | 1.       | 1.*      |          |          |          | 4:48,7       |              |
| Gary Hall | 200 m hát              | 2:16,2   | 1.       | 7.       |          |          |          | 2:12,6       | 4.           |
| Jack Horsley | 200 m hát              | 2:13,7   | 1.       | 3.       |          |          |          | 2:10,9       |              |
| Mitchell Ivey | 200 m hát              | 2:11,3   | 1.       | 1.       |          |          |          | 2:10,6       |              |
| Don McKenzie | 100 m mell             | 1:08,1   | 1.       | 1.       | 1:08,1   | 2.       | 2.*      | 1:07,7       |              |
| Dave Perkowski | 100 m mell             | 1:09,5   | 3.       | 7.*      | 1:09,0   | 3.       | 8.*      | kiesett      | kiesett      |
| Ken Merten | 100 m mell             | 1:10,6   | 3.       | 19.**    | 1:11,6   | 8.       | 22.      | kiesett      | kiesett      |
| Ken Merten | 200 m mell             | 2:37,0   | 3.       | 15.      |          |          |          | kiesett      | kiesett      |
| Brian Job | 200 m mell             | 2:31,5   | 1.       | 2.       |          |          |          | 2:29,9       |              |
| Philip Long | 200 m mell             | 2:33,1   | 1.       | 5.*      |          |          |          | 2:33,6       | 7.           |
| Douglas Russell | 100 m pillangó         | 57,3     | 1.       | 1.       | 55,9     | 1.       | 1.       | 55,9         |              |
| Ross Wales | 100 m pillangó         | 58,7     | 1.       | 4.       | 58,2     | 2.       | 4.       | 57,2         |              |
| Zachary Zorn Stephen Rerych Mark Spitz Kenneth Walsh William Johnson David Johnson Michael Wall Don Schollander       | 4 × 100 m gyorsváltó   | 3:35,4   | 1.       | 1.       |          |          |          | 3:31,7       |              |
| John Nelson Stephen Rerych Mark Spitz Don Schollander William Johnson David Johnson Andrew Strenk Michael Wall        | 4 × 200 m gyorsváltó   | 8:05,1   | 1.       | 2.       |          |          |          | 7:52,3       |              |
| Charles Hickcox Don McKenzie Douglas Russell Kenneth Walsh Ronald Mills Chester Jastremski Carl Robie Don Schollander | 4 × 100 m vegyes váltó | 4:03,4   | 1.       | 1.       |          |          |          | 3:54,9       |              |

Női
| Versenyző                                                                                                | Versenyszám            | Előfutam | Előfutam | Előfutam | Elődöntő | Elődöntő | Elődöntő | Döntő   | Döntő    |
| Versenyző                                                                                                | Versenyszám            | Idő      | Hely.    | Össz.    | Idő      | Hely.    | Össz.    | Idő     | Helyezés |
| --- | ---------------------- | -------- | -------- | -------- | -------- | -------- | -------- | ------- | -------- |
| Jan Henne                                                                                                | 100 m gyors            | 1:00,1   | 1.       | 1.       | 1:00,5   | 1.       | 2.       | 1:00,0  |          |
| Jan Henne                                                                                                | 200 m gyors            | 2:13,8   | 1.       | 3.       |          |          |          | 2:11,0  |          |
| Jan Henne                                                                                                | 200 m vegyes           | 2:33,9   | 2.       | 6.       |          |          |          | 2:31,4  |          |
| Susan Pedersen                                                                                           | 200 m vegyes           | 2:33,2   | 2.       | 4.*      |          |          |          | 2:28,8  |          |
| Susan Pedersen                                                                                           | 400 m vegyes           | 5:26,4   | 1.       | 2.       |          |          |          | 5:25,8  | 4.       |
| Susan Pedersen                                                                                           | 100 m gyors            | 1:01,5   | 1.       | 5.       | 1:00,2   | 1.       | 1.       | 1:00,3  |          |
| Linda Gustavson                                                                                          | 100 m gyors            | 1:00,8   | 1.       | 4.       | 1:00,6   | 2.       | 3.*      | 1:00,3  |          |
| Linda Gustavson                                                                                          | 400 m gyors            | 4:41,4   | 1.       | 3.       |          |          |          | 4:35,5  |          |
| Pamela Kruse                                                                                             | 400 m gyors            | 4:45,2   | 1.       | 5.       |          |          |          | 4:37,2  | 4.       |
| Pamela Kruse                                                                                             | 800 m gyors            | 9:49,8   | 1.       | 5.       |          |          |          | 9:35,7  |          |
| Patty Caretto                                                                                            | 800 m gyors            | 9:46,4   | 2.       | 4.       |          |          |          | 9:51,3  | 5.       |
| Debbie Meyer                                                                                             | 800 m gyors            | 9:42,8   | 1.       | 2.       |          |          |          | 9:24,0  |          |
| Debbie Meyer                                                                                             | 400 m gyors            | 4:35,0   | 1.       | 1.       |          |          |          | 4:31,8  |          |
| Debbie Meyer                                                                                             | 200 m gyors            | 2:13,1   | 1.       | 1.       |          |          |          | 2:10,5  |          |
| Jane Barkman                                                                                             | 200 m gyors            | 2:13,6   | 1.       | 2.       |          |          |          | 2:11,2  |          |
| Claudia Kolb                                                                                             | 200 m vegyes           | 2:28,8   | 1.       | 1.       |          |          |          | 2:24,7  |          |
| Claudia Kolb                                                                                             | 400 m vegyes           | 5:17,2   | 1.       | 1.       |          |          |          | 5:08,5  |          |
| Lynn Vidali                                                                                              | 400 m vegyes           | 5:28,9   | 1.       | 3.       |          |          |          | 5:22,2  |          |
| Kendis Moore                                                                                             | 100 m hát              | 1:10,5   | 1.       | 10.*     | 1:09,6   | 2.       | 6.       | 1:08,3  | 4.       |
| Jane Swagerty                                                                                            | 100 m hát              | 1:10,2   | 2.       | 6.**     | 1:08,6   | 3.       | 3.       | 1:08,1  |          |
| Kaye Hall                                                                                                | 100 m hát              | 1:09,8   | 1.       | 3.       | 1:08,2   | 2.       | 2.       | 1:06,2  |          |
| Kaye Hall                                                                                                | 200 m hát              | 2:31,1   | 1.       | 3.       |          |          |          | 2:28,9  |          |
| Susanne Atwood                                                                                           | 200 m hát              | 2:35,2   | 2.       | 10.      |          |          |          | kiesett | kiesett  |
| Lillian Watson                                                                                           | 200 m hát              | 2:29,2   | 1.       | 1.       |          |          |          | 2:24,8  |          |
| Catherine Ball                                                                                           | 100 m mell             | 1:18,8   | 1.       | 7.       | 1:16,8   | 2.       | 2.*      | 1:16,7  | 5.       |
| Susanne Jones                                                                                            | 100 m mell             | 1:19,3   | 3.       | 10.*     | 1:18,6   | 6.       | 10.*     | kiesett | kiesett  |
| Sharon Wichman                                                                                           | 100 m mell             | 1:18,3   | 1.       | 4.       | 1:16,8   | 1.       | 2.*      | 1:16,1  |          |
| Sharon Wichman                                                                                           | 200 m mell             | 2:46,8   | 1.       | 1.       |          |          |          | 2:44,4  |          |
| Cathy Jamison                                                                                            | 200 m mell             | 2:50,1   | 2.       | 6.       |          |          |          | 2:48,4  | 5.       |
| Susan Shields                                                                                            | 100 m pillangó         | 1:06,2   | 1.       | 2.       | 1:06,3   | 2.       | 4.       | 1:06,2  |          |
| Ellie Daniel                                                                                             | 100 m pillangó         | 1:07,2   | 1.       | 3.       | 1:06,1   | 1.       | 1.       | 1:05,8  |          |
| Ellie Daniel                                                                                             | 200 m pillangó         | 2:29,4   | 1.       | 3.*      |          |          |          | 2:25,9  |          |
| Diane Giebel                                                                                             | 200 m pillangó         | 2:33,0   | 1.       | 5.       |          |          |          | 2:31,7  | 6.       |
| Toni Hewitt                                                                                              | 200 m pillangó         | 2:29,1   | 1.       | 2.       |          |          |          | 2:26,2  | 4.       |
| Toni Hewitt                                                                                              | 100 m pillangó         | 1:08,1   | 2.       | 8.       | 1:07,9   | 5.       | 8.       | 1:07,5  | 7.       |
| Jane Barkman Linda Gustavson Susan Pedersen Jan Henne                                                    | 4 × 100 m gyorsváltó   | 4:11,1   | 1.       | 2.       |          |          |          | 4:02,5  |          |
| Kaye Hall Catherine Ball Ellie Daniel Susan Pedersen Jane Swagerty Susanne Jones Susan Shields Jan Henne | 4 × 100 m vegyes váltó | 4:34,7   | 1.       | 2.       |          |          |          | 4:28,3  |          |

* - egy másik versenyzővel azonos időt ért el

** - két másik versenyzővel azonos időt ért el

*** - három másik versenyzővel azonos időt ért el

## Vitorlázás
Nyílt
| Versenyző                                       | Versenyszám     | Futam  | Futam  | Futam | Futam | Futam  | Futam  | Futam | Pontszám | Helyezés |
| Versenyző                                       | Versenyszám     | 1      | 2      | 3     | 4     | 5      | 6      | 7     | Pontszám | Helyezés |
| ----------------------------------------------- | --------------- | ------ | ------ | ----- | ----- | ------ | ------ | ----- | -------- | -------- |
| Carl Van Duyne                                  | Finn dingi      | 42,0   | (46,0) | 17,0  | 5,7   | 16,0   | 20,0   | 17,0  | 117,7    | 13.*     |
| Peter Barrett Lowell North                      | Csillaghajó     | 0,0    | 5,7    | 5,7   | 0,0   | 3,0    | (18,0) | 0,0   | 14,4     |          |
| David James Robert James                        | Repülő hollandi | (36,0) | 15,0   | 20,0  | 24,0  | 21,0   | 5,7    | 11,7  | 97,4     | 10.      |
| Stephen Colgate Gardner Cox Stuart Walker       | 5,5 méteres     | 13,0   | 14,0   | 14,0  | 8,0   | (15,0) | 14,0   | 11,7  | 74,7     | 8.       |
| George Friedrichs Barton Jahncke Gerald Schreck | Sárkányhajó     | 3,0    | (11,7) | 0,0   | 0,0   | 3,0    | 0,0    | 0,0   | 6,0      |          |

* - egy másik versenyzővel azonos eredményt ért el

## Vívás
Férfi
| Versenyző                                                                  | Versenyszám       | Csoportkör | Csoportkör | Csoportkör | Csoportkör | Nyolcaddöntő                | Negyeddöntő                     | Elődöntő                                   | Vigaszág a döntőért | Vigaszág a döntőért         | Vigaszág a döntőért      | Vigaszág a döntőért | Vigaszág a döntőért | Döntő                                     | Helyezés    |
| Versenyző                                                                  | Versenyszám       | 1. kör | 1. kör     | 2. kör | 2. kör     | Nyolcaddöntő                | Negyeddöntő                     | Elődöntő                                   | 1. kör              | 2. kör                      | 3. kör                   | 4. kör              | 5. kör              | Döntő                                     | Helyezés    |
| Versenyző                                                                  | Versenyszám       | Ellenfél Eredmény | Hely.      | Ellenfél Eredmény | Hely.      | Ellenfél Eredmény           | Ellenfél Eredmény               | Ellenfél Eredmény                          | Ellenfél Eredmény   | Ellenfél Eredmény           | Ellenfél Eredmény        | Ellenfél Eredmény   | Ellenfél Eredmény   | Ellenfél Eredmény                         | Helyezés    |
| -------------------------------------------------------------------------- | ----------------- | --- | ---------- | --- | ---------- | --------------------------- | ------------------------------- | ------------------------------------------ | ------------------- | --------------------------- | ------------------------ | ------------------- | ------------------- | ----------------------------------------- | ----------- |
| Lawrence Anastasi                                                          | Tőr, egyéni       | B. csoport · Kamuti Jenő (HUN) · GY · Simizu Fudzsio (JPN) · V · Dagoberto Borges (CUB) · GY · Michael Ryan (IRL) · GY                                                              | 1.         | B. csoport · Arcangelo Pinelli (ITA) · V · Bill Hoskyns (GBR) · V · Friedrich Wessel (FRG) · V · Szabó Sándor (HUN) · GY · Graeme Jennings (AUS) · GY          | 5.         | kiesett                     | kiesett                         | kiesett                                    | kiesett             | kiesett                     | kiesett                  | kiesett             | kiesett             | kiesett                                   | helyezetlen |
| Jeffrey Checkes                                                            | Tőr, egyéni       | H. csoport · Roland Losert (AUT) · V · Daniel Revenu (FRA) · V · Russell Hobby (AUS) · V · Souheil Ayoub (LIB) · GY · Rodolfo da Ponte (PAR) · GY                                   | 4.         | G. csoport · Simizu Fudzsio (JPN) · V · Guillermo Saucedo (ARG) · V · Tănase Mureșanu (ROU) · V · Kamuti Jenő (HUN) · GY · Florent Bessemans (BEL) · V         | 5.         | kiesett                     | kiesett                         | kiesett                                    | kiesett             | kiesett                     | kiesett                  | kiesett             | kiesett             | kiesett                                   | helyezetlen |
| Herbert Cohen                                                              | Tőr, egyéni       | I. csoport · Ion Drîmbă (ROU) · V · Mohamed Gamil El-Kalyoubi (RAU) · V · Bill Hoskyns (GBR) · V · William Ronald (AUS) · GY                                                        | 4.         | H. csoport · Ion Drîmbă (ROU) · V · Roland Losert (AUT) · V · Viktor Putyatyin (URS) · V · Dieter Wellmann (FRG) · V · Román Gómez (MEX) · GY                  | 5.         | kiesett                     | kiesett                         | kiesett                                    | kiesett             | kiesett                     | kiesett                  | kiesett             | kiesett             | kiesett                                   | helyezetlen |
| David Micahnik                                                             | Párbajtőr, egyéni | B. csoport · Franz Rompza (FRG) · V · Hrihorij Krissz (URS) · V · Peter Bakonyi (CAN) · GY · Ali Chekr (LIB) · GY · José Antonio Díaz (CUB) · GY                                    | 2.         | G. csoport · Kulcsár Győző (HUN) · V · Ernesto Fernández (MEX) · V · Florent Bessemans (BEL) · V · Fritz Zimmermann (FRG) · GY · Claudio Francesconi (ITA) · V | 6.         | kiesett                     | kiesett                         | kiesett                                    | kiesett             | kiesett                     | kiesett                  | kiesett             | kiesett             | kiesett                                   | helyezetlen |
| Stephen Netburn                                                            | Párbajtőr, egyéni | G. csoport · Kulcsár Győző (HUN) · V · Hans-Peter Schulze (GDR) · V · Henryk Nielaba (POL) · GY · João de Abreu (POR) · GY · Alberto Balestrini (ARG) · V                           | 4.         | F. csoport · Nemere Zoltán (HUN) · GY · Jacques Ladègaillerie (FRA) · GY · Ralph Johnson (GBR) · V · Carlos Calderón (MEX) · V · Omar Vergara (ARG) · GY       | 2.         | Michel Constandt (BEL) · GY | Jacques Ladègaillerie (FRA) · V | Vigaszág                                   | Vigaszág            | Michel Constandt (BEL) · GY | Peter Lötscher (SUI) · V | kiesett             | kiesett             | kiesett                                   | 13.         |
| Paul Pesthy                                                                | Párbajtőr, egyéni | H. csoport · Gianluigi Saccaro (ITA) · GY · Orvar Lindwall (SWE) · GY · Carlos Couto (BRA) · V · Dag Midling (NOR) · GY · Tănase Mureșanu (ROU) · GY                                | 1.         | H. csoport · Hrihorij Krissz (URS) · V · Carlos Couto (BRA) · V · Herbert Polzhuber (AUT) · GY · Bill Hoskyns (GBR) · V · Magdy Conyd (CAN) · GY               | 5.         | kiesett                     | kiesett                         | kiesett                                    | kiesett             | kiesett                     | kiesett                  | kiesett             | kiesett             | kiesett                                   | helyezetlen |
| Anthony Keane                                                              | Kard, egyéni      | E. csoport · Vlagyimir Nazlimov (URS) · V · Kovács Tamás (HUN) · V · Rodney Craig (GBR) · V · Volker Duschner (FRG) · GY · Gustavo Chapela (MEX) · GY · Fionbarr Farrell (IRL) · GY | 4.         | C. csoport · Vlagyimir Nazlimov (URS) · V · Claude Arabo (FRA) · V · Cesare Salvadori (ITA) · V · Paul Wischeidt (FRG) · V · Yves Brasseur (BEL) · GY          | 5.         |                             | kiesett                         | kiesett                                    | kiesett             | kiesett                     | kiesett                  |                     |                     | kiesett                                   | helyezetlen |
| Alfonso Morales                                                            | Kard, egyéni      | A. csoport · Jerzy Pawłowski (POL) · V · Walter Köstner (FRG) · GY · Serge Panizza (FRA) · GY · Félix Delgado (CUB) · GY · Colm O'Brien (IRL) · GY                                  | 2.         | D. csoport · Bakonyi Péter (HUN) · V · Umjar Mavlihanov (URS) · GY · Józef Nowara (POL) · V · Walter Köstner (FRG) · GY · Alexander Leckie (GBR) · GY          | 2.         |                             | Wladimiro Calarese (ITA) · GY   | Vlagyimir Nazlimov (URS) · V               | Vigaszág            | Serge Panizza (FRA) · V     | kiesett                  |                     |                     | kiesett                                   | 9.          |
| Alex Orban                                                                 | Kard, egyéni      | D. csoport · Mark Rakita (URS) · V · Wladimiro Calarese (ITA) · V · Alexander Leckie (GBR) · GY · Román Quinos (ARG) · GY · William Fajardo (MEX) · GY · Nguyễn The Loc (VIE) · GY  | 3.         | A. csoport · Jerzy Pawłowski (POL) · V · Wladimiro Calarese (ITA) · V · Kovács Tamás (HUN) · GY · Serge Panizza (FRA) · V · Rodney Craig (GBR) · GY            | 5.         |                             | kiesett                         | kiesett                                    | kiesett             | kiesett                     | kiesett                  |                     |                     | kiesett                                   | helyezetlen |
| Lawrence Anastasi Albert Axelrod Jeffrey Checkes Herbert Cohen Uriah Jones | Tőr, csapat       | 2. csoport · Nagy-Britannia (GBR) · 7-9 · Szovjetunió (URS) · 4-12 | 3.         | |            |                             | kiesett                         | kiesett                                    |                     |                             |                          |                     |                     | kiesett                                   | helyezetlen |
| Robert Beck Dan Cantillon David Micahnik Stephen Netburn Paul Pesthy       | Párbajtőr, csapat | 1. csoport · Olaszország (ITA) · 6-10 · Szovjetunió (URS) · 5-10 | 3.         | |            |                             |                                 | kiesett                                    |                     |                             |                          |                     |                     | kiesett                                   | helyezetlen |
| Thomas Balla Robert Blum Anthony Keane Alfonso Morales Alex Orban          | Kard, csapat      | 3. csoport · Argentína (ARG) · 11-5 · Olaszország (ITA) · 2-9 | 2.         | |            |                             |                                 | Olaszország (ITA) · 6-8 · NSZK (FRG) · 9-7 |                     |                             |                          |                     |                     | Az 5. helyért · Lengyelország (POL) · 5-9 | 6.          |

Női
| Versenyző                                                                          | Versenyszám | Csoportkör | Csoportkör | Csoportkör | Csoportkör | Negyeddöntő       | Elődöntő          | Vigaszág a döntőért | Vigaszág a döntőért | Vigaszág a döntőért | Döntő             | Helyezés    |
| Versenyző                                                                          | Versenyszám | 1. kör | 1. kör     | 2. kör | 2. kör     | Negyeddöntő       | Elődöntő          | 1. kör              | 2. kör              | 3. kör              | Döntő             | Helyezés    |
| Versenyző                                                                          | Versenyszám | Ellenfél Eredmény | Hely.      | Ellenfél Eredmény | Hely.      | Ellenfél Eredmény | Ellenfél Eredmény | Ellenfél Eredmény   | Ellenfél Eredmény   | Ellenfél Eredmény   | Ellenfél Eredmény | Helyezés    |
| ---------------------------------------------------------------------------------- | ----------- | --- | ---------- | --- | ---------- | ----------------- | ----------------- | ------------------- | ------------------- | ------------------- | ----------------- | ----------- |
| Harriet King                                                                       | Tőr, egyéni | C. csoport · Kerstin Palm (SWE) · V · Drimba-Gyulai Ilona (ROU) · GY · Monika Pulch (FRG) · GY · Bóbis Ildikó (HUN) · V · Lourdes Roldán (MEX) · GY                                       | 2.         | B. csoport · Drimba-Gyulai Ilona (ROU) · V · Antonella Ragno-Lonzi (ITA) · V · Brigitte Gapais-Dumont (FRA) · V · Galina Gorohova (URS) · GY · Helga Mees (FRG) · GY       | 5.         | kiesett           | kiesett           | kiesett             | kiesett             | kiesett             | kiesett           | helyezetlen |
| Veronica Smith                                                                     | Tőr, egyéni | F. csoport · Rejtő Ildikó (HUN) · V · Brigitte Gapais-Dumont (FRA) · V · Giovanna Masciotta (ITA) · V · Sigrid Chatel (CAN) · V · Margarita Rodríguez (CUB) · V · Halina Balon (POL) · GY | 7.         | kiesett | kiesett    | kiesett           | kiesett           | kiesett             | kiesett             | kiesett             | kiesett           | helyezetlen |
| Janice-Lee York-Romary                                                             | Tőr, egyéni | A. csoport · Alekszandra Zabelina (URS) · V · Bruna Colombetti (ITA) · GY · Milady Tack-Fang (CUB) · GY · Elżbieta Franke-Cymerman (POL) · V · Margaret Bain (GBR) · GY                   | 4.         | A. csoport · Szabó Orbán Olga (ROU) · GY · Pilar Roldán (MEX) · V · Cathérine Rousselet-Ceretti (FRA) · V · Giovanna Masciotta (ITA) · V · Alekszandra Zabelina (URS) · GY | 5.         | kiesett           | kiesett           | kiesett             | kiesett             | kiesett             | kiesett           | helyezetlen |
| Harriet King Maxine Mitchell Sally Pechinsky Veronica Smith Janice-Lee York-Romary | Tőr, csapat | 2. csoport · Magyarország (HUN) · 3-13 · Olaszország (ITA) · 6-10 | 3.         | |            | kiesett           | kiesett           |                     |                     |                     | kiesett           | 7.          |

## Vízilabda
| Amerikai férfi vízilabdacsapat-játékoskeret                                                    | Amerikai férfi vízilabdacsapat-játékoskeret                                      |
| ---------------------------------------------------------------------------------------------- | -------------------------------------------------------------------------------- |
| - Dave Ashleigh - Steven Barnett - Bruce Bradley - Stanley Cole - Ron Crawford - Tony Van Dorp | - John Parker - Gary Sheerer - Russell Webb - Barry Weitzenberg - Dean Willeford |

### Eredmények
Csoportkör
A csoport
| Csapat                 | M | Gy | D | V | G+ | G– | Gk  | P  |
| ---------------------- | - | -- | - | - | -- | -- | --- | -- |
| Magyarország (HUN)     | 6 | 6  | 0 | 0 | 39 | 14 | +25 | 12 |
| Szovjetunió (URS)      | 6 | 5  | 0 | 1 | 43 | 18 | +25 | 10 |
| Egyesült Államok (USA) | 6 | 3  | 1 | 2 | 37 | 36 | +1  | 7  |
| Kuba (CUB)             | 6 | 3  | 1 | 2 | 31 | 35 | –4  | 7  |
| NSZK (FRG)             | 6 | 2  | 0 | 4 | 33 | 34 | –1  | 4  |
| Spanyolország (ESP)    | 6 | 0  | 1 | 5 | 20 | 37 | –17 | 1  |
| Brazília (BRA)         | 6 | 0  | 1 | 5 | 22 | 51 | –29 | 1  |

| 1968. október 14. 10:00 | Egyesült Államok (USA) | 10 – 5 | Brazília (BRA)    |  |
| 1968. október 14. 10:00 | (3–1, 2–1, 0–1, 5–2)   |        |                   |  |
| 1968. október 14. 10:00 | Sheerer 3              |        | Pinciroli, Lima 2 |  |

| 1968. október 16. 15:00 | Egyesült Államok (USA) | 10 – 7 | Spanyolország (ESP) |  |
| 1968. október 16. 15:00 | (2–1, 3–2, 3–2, 2–2)   |        |                     |  |
| 1968. október 16. 15:00 | Bradley 4              |        | Ibern 3             |  |

| 1968. október 17. 10:00 | Kuba (CUB)           | 6 – 6 | Egyesült Államok (USA) |  |
| 1968. október 17. 10:00 | (2–3, 1–1, 1–0, 2–2) |       |                        |  |
| 1968. október 17. 10:00 | Junco 6              |       | Sheerer 3              |  |

| 1968. október 19. 15:30 | Magyarország (HUN)   | 5 – 1 | Egyesült Államok (USA) |  |
| 1968. október 19. 15:30 | (2–1, 0–0, 1–0, 2–0) |       |                        |  |
| 1968. október 19. 15:30 | Felkai, Konrád F. 2  |       | Sheerer 1              |  |

| 1968. október 21. 10:00 | Szovjetunió (URS)    | 8 – 3 | Egyesült Államok (USA) |  |
| 1968. október 21. 10:00 | (1–1, 2–1, 2–1, 3–0) |       |                        |  |
| 1968. október 21. 10:00 | Szkok 4              |       | Bradley 2              |  |

| 1968. október 22. 15:30 | Egyesült Államok (USA) | 7 – 5 | NSZK (FRG) |  |
| 1968. október 22. 15:30 | (1–1, 2–2, 2–1, 2–1)   |       |            |  |
| 1968. október 22. 15:30 | Bradley 3              |       | Teicher 3  |  |

Az 5–8. helyért
| 1968. október 24. 15:00 | Egyesült Államok (USA) | 6 – 3 | Hollandia (NED) |  |
| 1968. október 24. 15:00 | (1–0, 4–2, 1–0, 0–1)   |       |                 |  |
| 1968. október 24. 15:00 | Bradley 3              |       | der Voet 3      |  |

Az 5. helyért
| 1968. október 25. 15:30 | Egyesült Államok (USA) | 6 – 4 | NDK (GDR)      |  |
| 1968. október 25. 15:30 | (1–1, 3–2, 1–1, 1–0)   |       |                |  |
| 1968. október 25. 15:30 | Bradley, Weitzenberg 3 |       | négy játékos 1 |  |

| Csapat                 | Helyezés |
| ---------------------- | -------- |
| Egyesült Államok (USA) | 5.       |